# Kisterenye–Kál-Kápolna-vasútvonal
A Kisterenye-Kál-Kápolna-vasútvonal a MÁV 84-es számú, egyvágányú, nem villamosított, 55 km hosszú mellékvonala. A vasútvonalon a 2007-es magyarországi vasútbezárások idején megszűnt a személyforgalom, a teherfogalom azonban tartósan megmaradt.

## Története
A gróf Károlyi Gyula és társaival alapított Mátrai, későbbi nevén Mátra–Körösvidéki Helyiérdekű Vasúttársaság 1886-ban kezdte meg a Mátrát északkeletről megkerülő vasútvonal építését, amely folytatásával, a Kál-Kápolna–Kisújszállás-vasútvonallal Mátra hegyvidékét kötötte össze az Alfölddel. A mai Kisterenye–Kál-Kápolna-vasútvonal és Kál-Kápolna–Kisújszállás-vasútvonal elődjeinek számító Kisterenye–Kisújszállás helyiérdekű vasútvonalat 1887. július 31-én helyezték forgalomba. Az egyvágányú, nem villamosított sínpárhoz csatlakozott a Mátramindszent–Mátranovák-Homokterenye-vasútvonal is. A vasúttársaság kiterjedt hálózattal bírt, és összekötötte a nógrádi szénmezőket a Mátrán keresztül az Alfölddel és Erdély nyugati vidékével. A hálózat a teljes, 306 kilométeres hosszát 1899-ben érte el. A pálya vezetése dombvidéki jellegű, gyakorlatilag keletről és északról kerüli meg a Mátrát. Legjelentősebb műtárgya a Kápolna előtti Tarna-híd. Eredetileg 23,6 kilogrammos sínekből épült, amelyet később a teherszállítási igények miatt nagyobb teherbírású sínszálakra cseréltek. A vonal teherforgalma jelentős volt a mátrai és Kisterenye környéki bányászat miatt, több bányavasút is csatlakozott hozzá. Kisterenyéről a vonalból kiágazva iparvágány indult Mizserfa bányatelepre, illetve ebből kiágazólag Kazárra. Később ezeket visszabontották, ma már csak Rákóczibányáig tart a vágány.
A Balla-patak és a Tarna mentén haladó vonal sorsa nagyjából azonos volt a legtöbb hazai mellékvonaléval: az elmaradt felújítások, a felhagyott bányászat és a közúti közlekedésre átálló magáncégek miatt az 1990-es évekre drámaian lecsökkent a forgalom. Az 1990-es évek elején a vasút elvesztette versenyképességét, és a Horn-kormány alatt a megszüntetésének ötlete is felmerült. Akkor elkerülte azt a szomorú sorsot, ami a belőle kiágazó Mátramindszent–Mátranovák–Homokterenye-vasútvonalnak jutott. Az M3-as autópálya építéséhez a recski kőbányák szolgáltattak alapanyagot, és ezt hosszú ideig vasúton szállították. A vonalat 1998-ban nagyrészt fővonali vissznyereményből újították fel Recsk és Kál-Kápolna között. A fővonalakból kinyert anyag (48 kg-os sínek és a vasbetonaljak) lehetővé tette a stabil 60 km/h sebesség és 21 tonnás tengelyterhelés alkalmazását, így ezen a szakaszon korlátozás nélkül folyhatott a teherforgalom. Átépítéskor egy rövidebb 2 km-es szakaszon hézagmentes vágányokat fektettek le. A felújításból kimaradt szakaszon idővel leromlott a pálya állapota: Recsktől Mátraderecskéig 20 km/h-s sebességkorlátozással lehetett közlekedni, Mátraderecskétől Kisterenyéig pedig főként 40, néhol 50 km/h-s közlekedést tett lehetővé a pálya, de itt is voltak 20 km/h-s lassújelek.

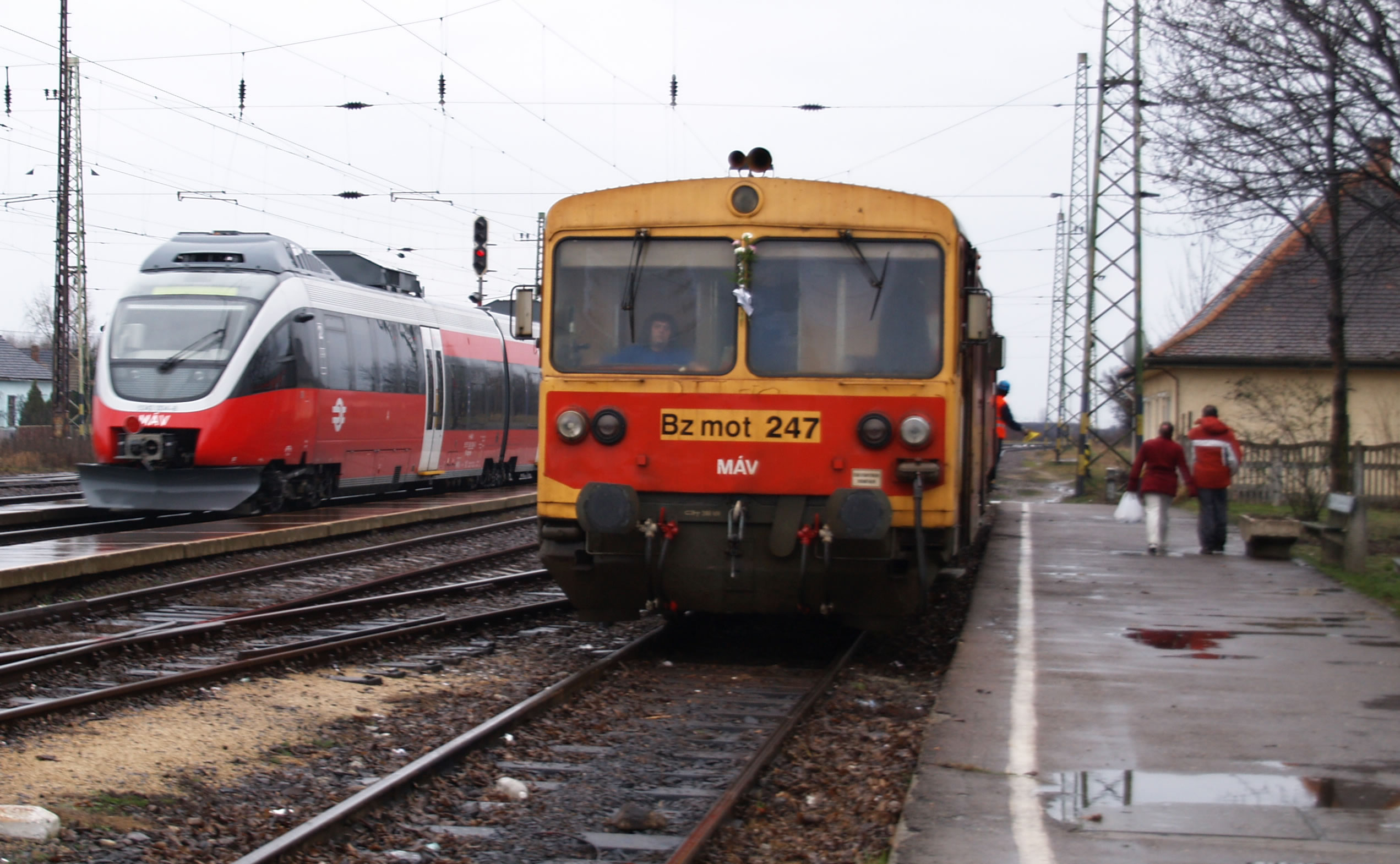
Életkép az utolsó üzemnapon: körüljárás Kálban

A vonalon sokáig 9 pár személyvonat járt, és ünnepekkor mentesítő vonatokat is indítottak. A vonatok számát azonban tovább csökkentették, mindössze 5 pár vonat maradt meg az utolsó, 2006. december 10-én kiadott menetrendben. Azok ráadásul úgy, hogy 10 perces recski tartózkodást követően Kálban éppen 5 perccel késték le Budapest felé a gyorsvonati csatlakozást. A káli érkezés előtt még lehetett látni az elsuhanó pesti gyorsvonatot. A másik irányban, Kisterenyén a vonat "légüres térbe" érkezett, sem Hatvan, sem Salgótarján felé nem indult vonat 15 percen belül. Ezen túl délelőtt nem közlekedett vonat 6 órán keresztül.
A vonatok Káltól Recskig viszonylag jó kihasználtsággal közlekedtek, Recsk és Kisterenye között kiürültek. Az ellenkező irányba is hasonló volt a helyzet: Kisterenye és Recsk között főként alkalmi utasok vették igénybe, Recsktől volt jellemző, hogy 50% fölé nőtt a kihasználtság.

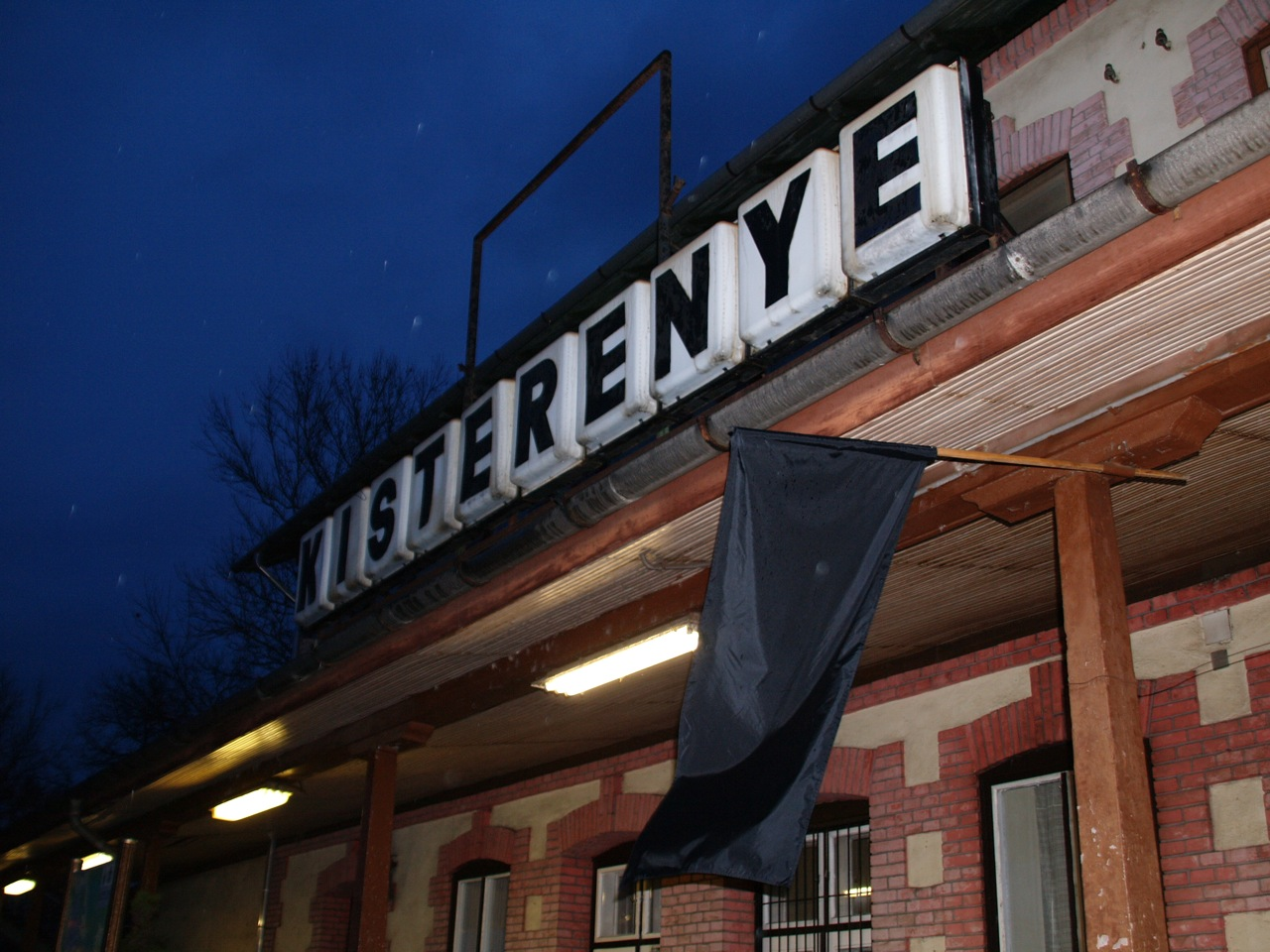
Kisterenye gyászol

A nehézkes csatlakozások ellenére a vonal kihasználtsága nem gyengült le annyira, mint azt az utasok igényeinek figyelembevétele nélkül készített menetrend indokolta volna: Recsk–Parádfürdő illetve Sirok látnivalói, Mátraderecske fürdője, Tarnaszentmária turisztikai jelentőségük miatt megannyi utast vonzottak, és a hétvégi időszakokban utazó diákokkal voltak tele a vonatok. A vonal léte abból a szempontból is indokolt, hogy több állomásán aktív teherforgalom zajlott korábban, és néhol jelenleg is. Mátraballán 2006 nyarán is álltak megrakott tehervagonok, Mátraderecske téglagyára saját iparvágány-hálózattal rendelkezik, amelyek annyira rossz állapotban vannak, hogy a gyár kénytelen Recsken megrakodni az exportra szánt vagonokat, Recsk bányái és erdei heti több vagon rakományt eredményeznek. Korábban Tarnaszentmárián és Verpeléten is ágaztak ki katonai iparvágányok, amelyek a '90-es évekre használaton kívülivé váltak. Kápolnán a helyi, üzemen kívül mezőgazdasági létesítmény rendelkezik rakodóvágányokkal.

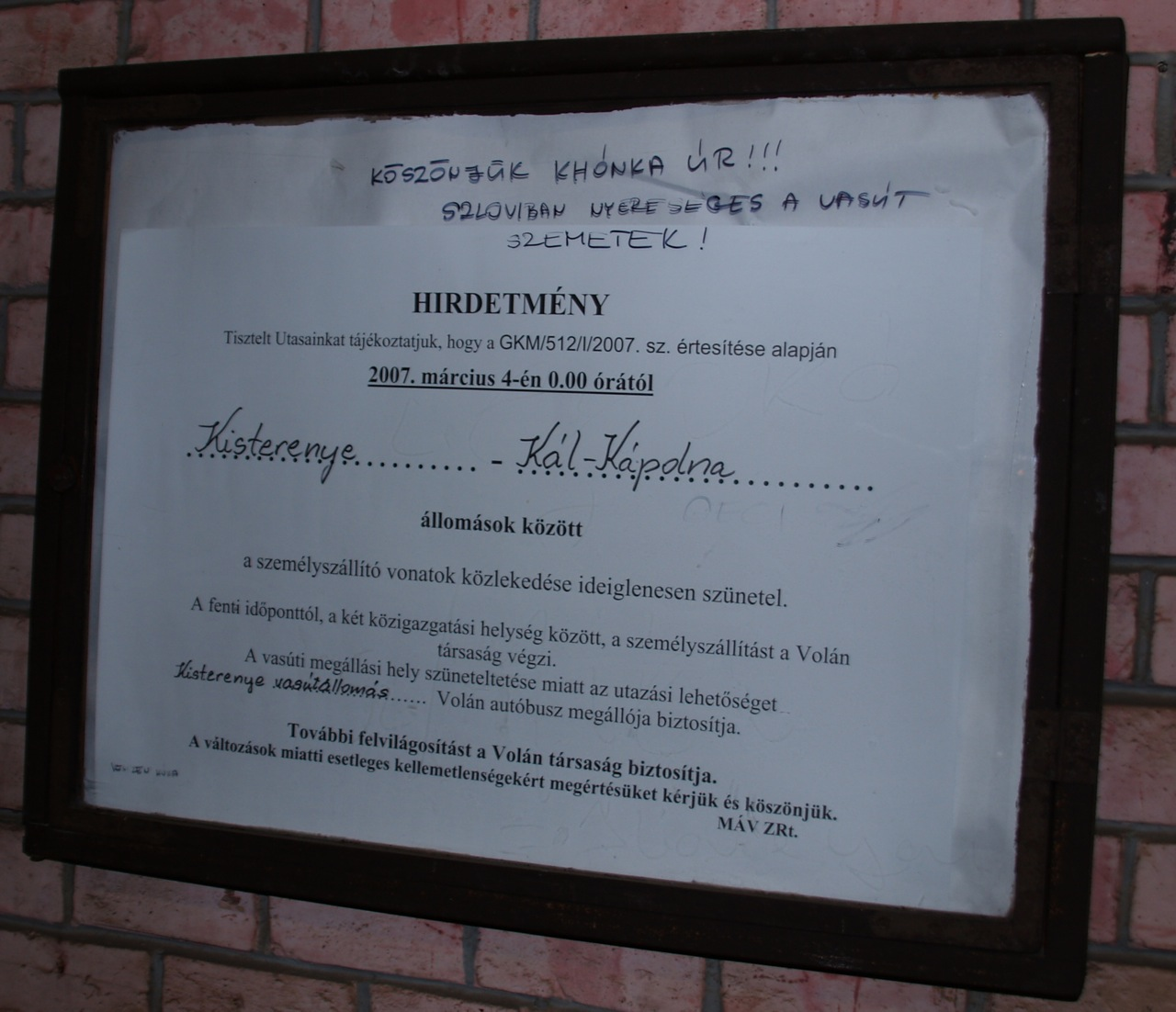
Utastájékoztató Kisterenye állomáson a személyszállítás "szüneteltetéséről"

A Kál–Kisterenye-vasútvonal vesztét nem kis mértékben átgondolatlan használata okozta, és a MÁV azon irányelve, melynek értelmében minimalizálni kívánták a mellékvonali költségeket. A vonal nagyobb részének útátjárói nem voltak fénysorompóval biztosítottak, emiatt az állomásépületekben és több átkelőben a tekerős sorompókat kezelő személyzet teljesített szolgálatot, ami növelte az üzemeltetés költségeit. Ennek köszönhetően az állomásépületek és várótermek ugyan karban voltak tartva, ám a fizetett személyzettől nem lehetett jegyet vásárolni, arra csak a vonaton nyílt lehetőség a jegyvizsgálótól, ami miatt csökkent az eladott jegyek mennyisége, így a bevétel is.
Az utolsó személyvonatok 2007. március 3-án közlekedtek a vonalon hatalmas érdeklődés mellett, a szokásos Bzmot típusú járművekkel. 
A vonalon a hivatalos közlés szerint átmeneti a személyszállítás üzemszünete. Rendszeres teherszállítás Kál és Recsk között zajlik remotorizált MÁV M47-es (néha MÁV M43-as) mozdonyokkal. Recsk és Kisterenye között történik vonalbejárás, és a vasúti vagyon egy részét őrzik, de a közlekedés minimális. A vonal újraéledésének esélyeit rontja, hogy Recsk–Kisterenye között a biztosító berendezések kábeleit, síncsavarokat és hevedereket loptak fémtolvajok. Kál és Recsk között zajlik karbantartás, legutóbb 2009 februárjában zajlott több helyen talpfacsere.
A vonalon egyébként lehetőség van különvonatot rendelni hétfőtől csütörtökig a nappali órákban. Mivel az állomások személyzetét áthelyezték, a különvonatok és tehervonatok közlekedésekor a kézi sorompókat a vonatszemélyzet kezeli, emiatt a közlekedés időtartama megnövekedett.
2022 őszén az 537 és az 540-es szelvény kövek között a talpfákat betonaljakra cserélték, és a vasúti átjáró kapott egy aszfalt réteget a régi beton helyett.

## Forgalom

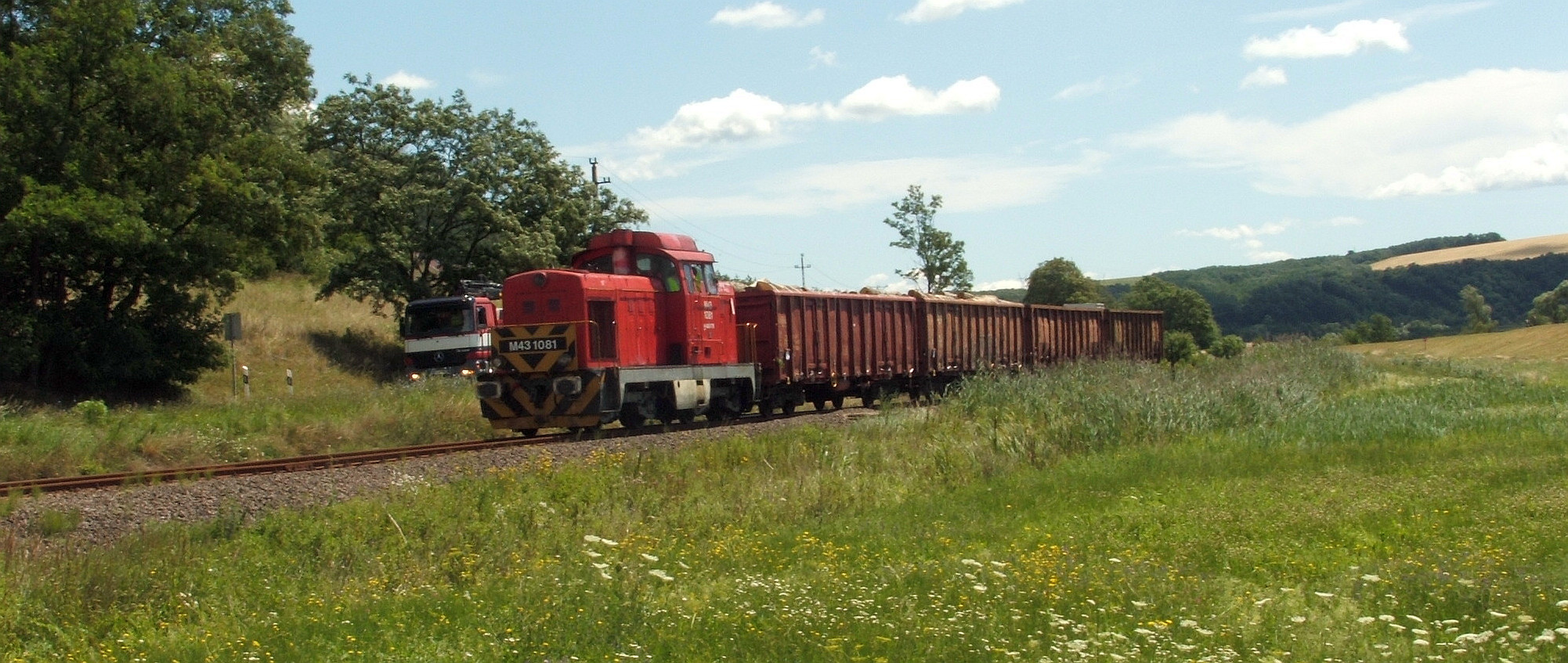
Tehervonat halad Mátramindszentről Kisterenyére. A kép a személyforgalom leállítása után készült

A vonalon rendszeres a teherforgalom Kál-Kápolna és Recsk, illetve Kisterenye és Mátramindszent között van, és kizárólag az erdészet tevékenységével összefüggésben maradt fenn. A bezárás után a kettő recski kőbányából nyíltvonali rakodással szállították a követ több hazai autópálya építéséhez, így az M6-os és M4-es sztrádákhoz, amikor ez a fajta forgalom ideiglenesen szünetelt, a bányák rakodóhelyén gyomnövények nőttek. A térségből továbbra is nagy mennyiségű követ szállítottak, ám azt hosszabb ideig a vasúttal párhuzamos közúton szállították át Kál-Kápolna állomásra és ott rakodták a tehervonatokra. A feldebrői, aldebrői, tófalusi és kápolnai lakosok kamionforgalommal kapcsolatos rendszeres tiltakozása nyomán 2009 őszén a MÁV tanulmányt készített a kisnánai kőbányák Verpelét állomáson történő rakodásáról, amely esélyt adott arra, hogy a jelenleg elhagyatott, pusztuló állapotú, egykoron pezsgő életű négyvágányos Verpelét ismét megteljen élettel. (Verpeléten jelenleg két vágány járhatatlan.) A tanulmány azonban irreális költségvonzatot állapított meg: 30 millió forinthoz közelítő beruházás szükségességét vizionálták a rakodáshoz. (A térség erősen elhasznált közútjainak karban tartása vélhetőleg ennél jóval magasabb költségű.) 2021. nyarán a MÁV Zrt. elkezdte felújítani a 2. vágányt. Tervben van egy 5. vágány építése olyan hosszban, hogy arra 20 vagon elférjen egy hosszban. A vonal középső, Mátramindszent–Recsk szakasza is járható, pályafenntartási járművekkel néhány hetente bejárják, illetve évi két-három alkalommal gyomirtó menet is végigjárja. Mátramindszent és Recsk jelzőin kívül azonban a többi állomás jelzőit és előjelzőit érvénytelenítették, többek között a sorozatok kábellopások okozta károk miatt.
A hajdani Recsk-Parádfürdő és Mátramindszent állomáson rendszeresen fát rakodnak. Ide tipikusan heti kétszer, kedden és csütörtökön jár fel egy miskolci állomásítású remotorizált 478-as (korábbi M47) mozdony vontatta tehervonat Füzesabonyból, míg Mátramindszentre általában minden hónap második péntekén megy fel egy hatvani honállomású 478-as mozdony. A tehervonatok közlekedésekor az érintett állomásokon forgalmi szolgálat is van. A vonatok közlekedése során az útátjáró berendezéseket a vonatszemélyzet egy tagja kezeli. (A gyomirtó menetek és a különvonatok során a vonat áthaladásáig a kísérőszemélyzet tagjai kézi tárcsával állítják meg a közúti forgalmat.)

## Érdekesség
A vasútvonalon forgatták 1982-ben Simó Sándor Viadukt című filmjének ausztriai és németországi vasutas jeleneteit, valamint 1997-ben Mihályfy Sándor Ábel Amerikában című filmjének egy jelenetét is (a siroki vár is látható a jelenetben).

## Galéria

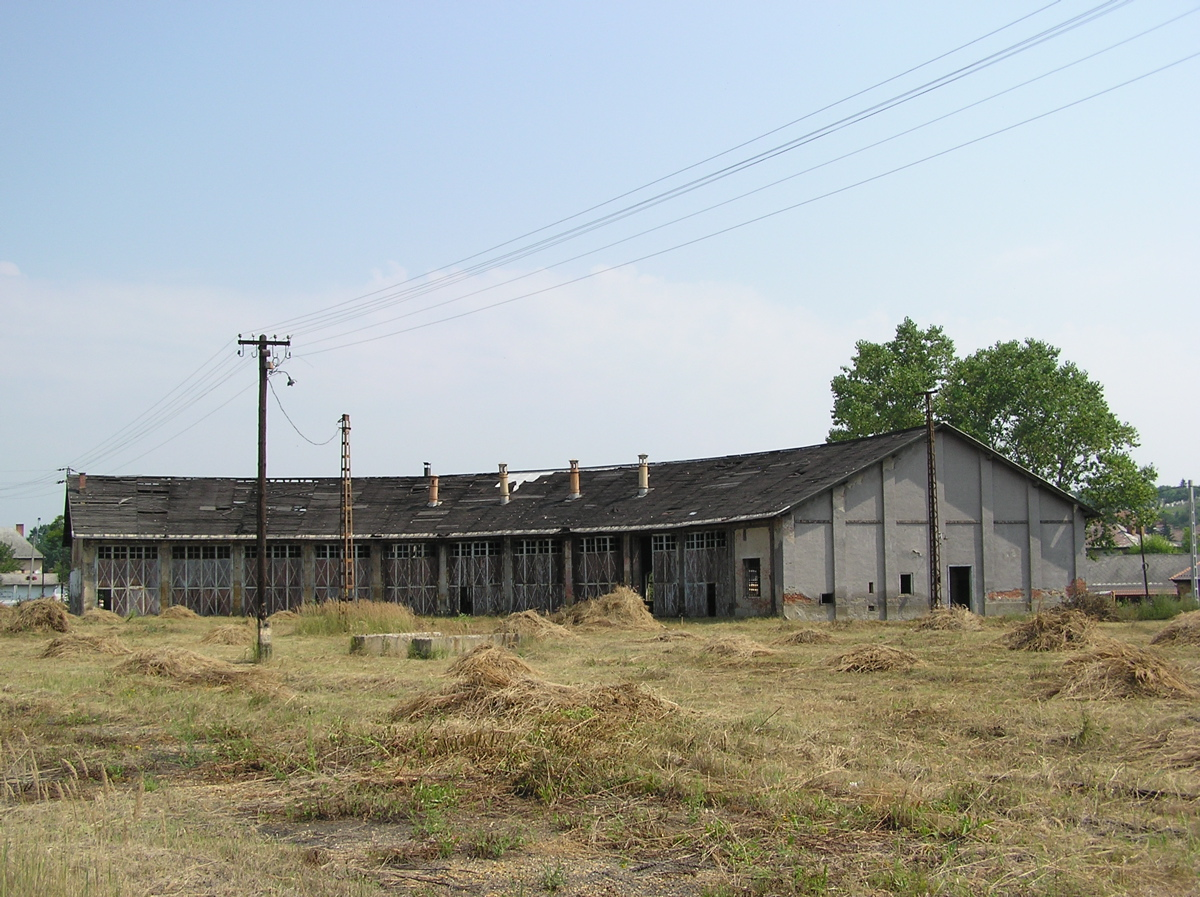
A kisterenyei körfűtőház elbontása előtt
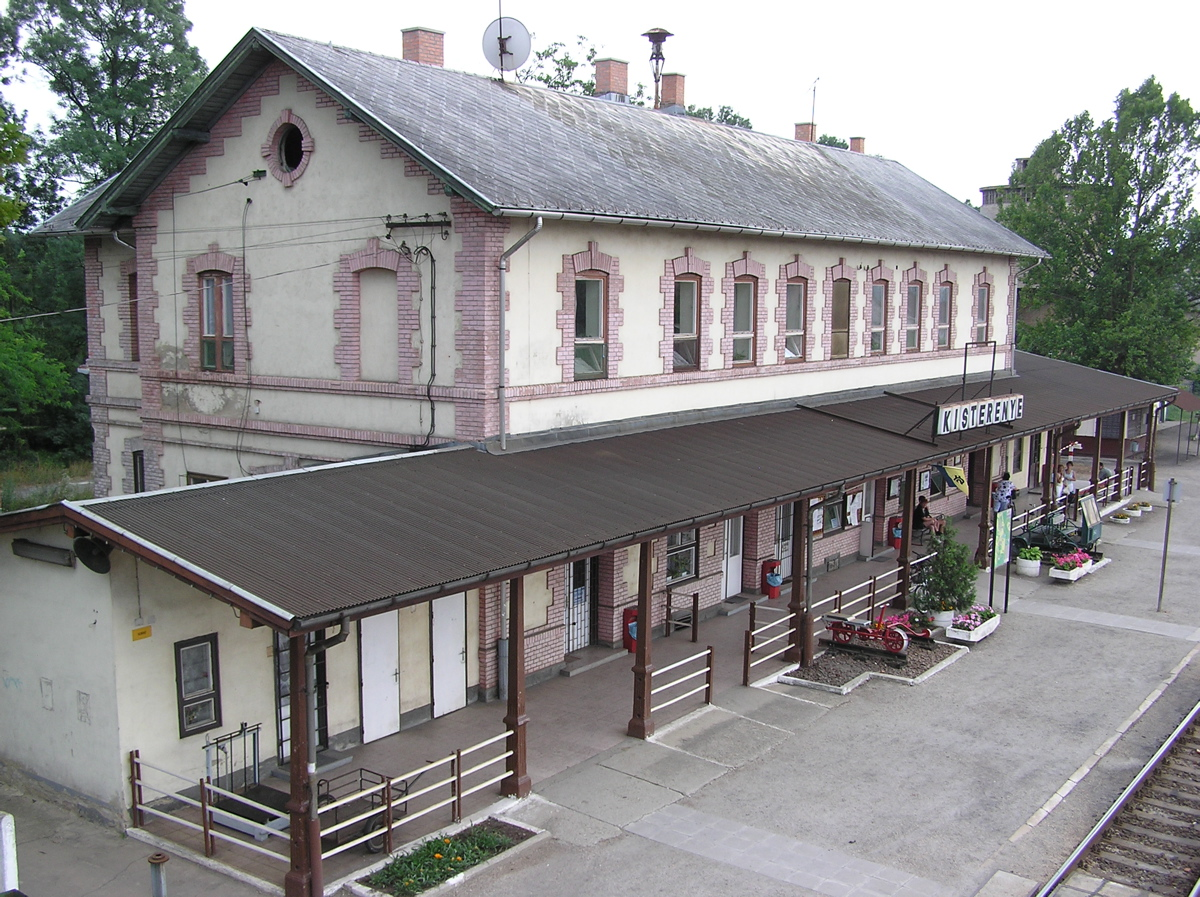
Kisterenye állomás 2006-ban
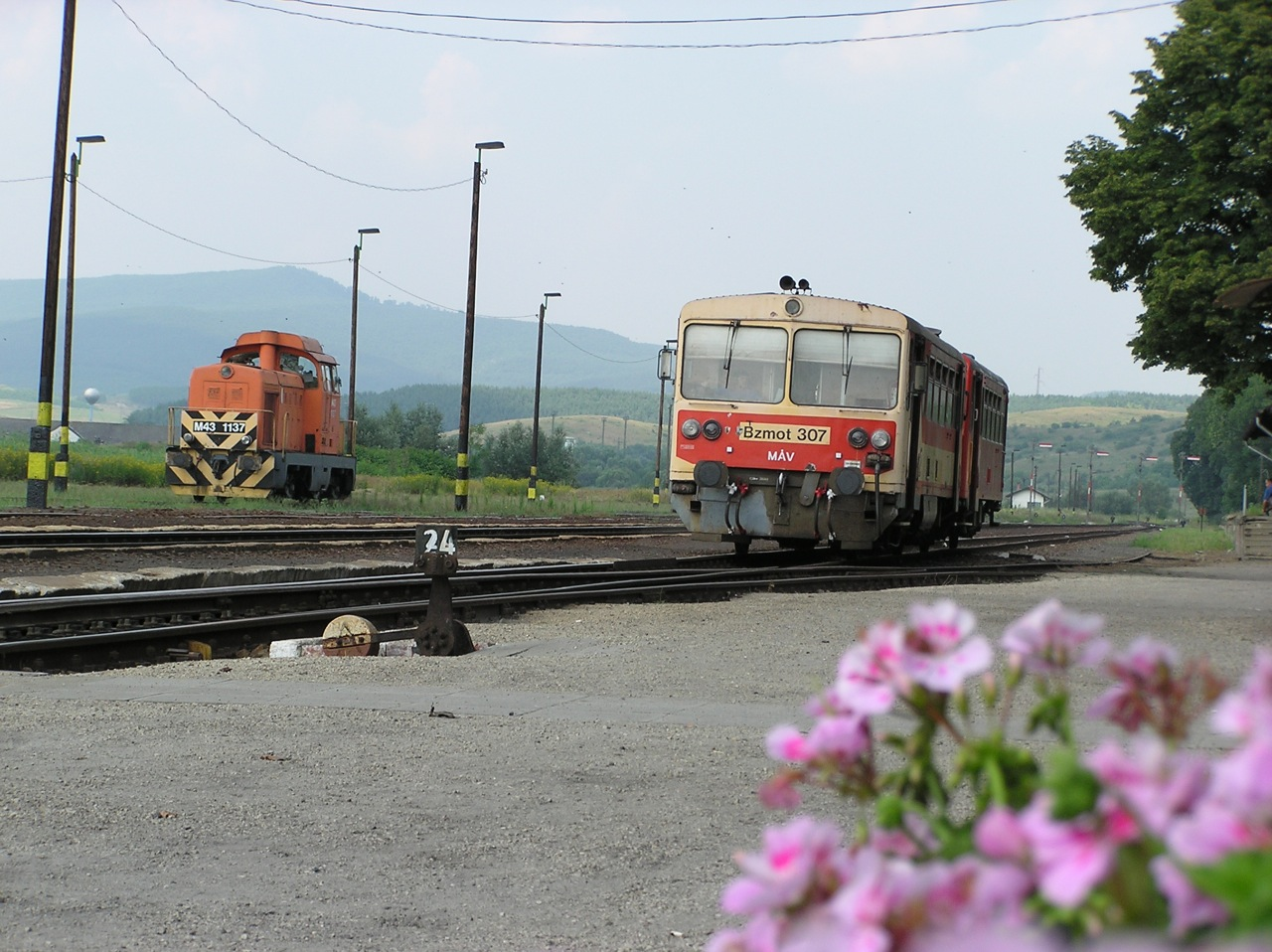
Kisterenyei idill
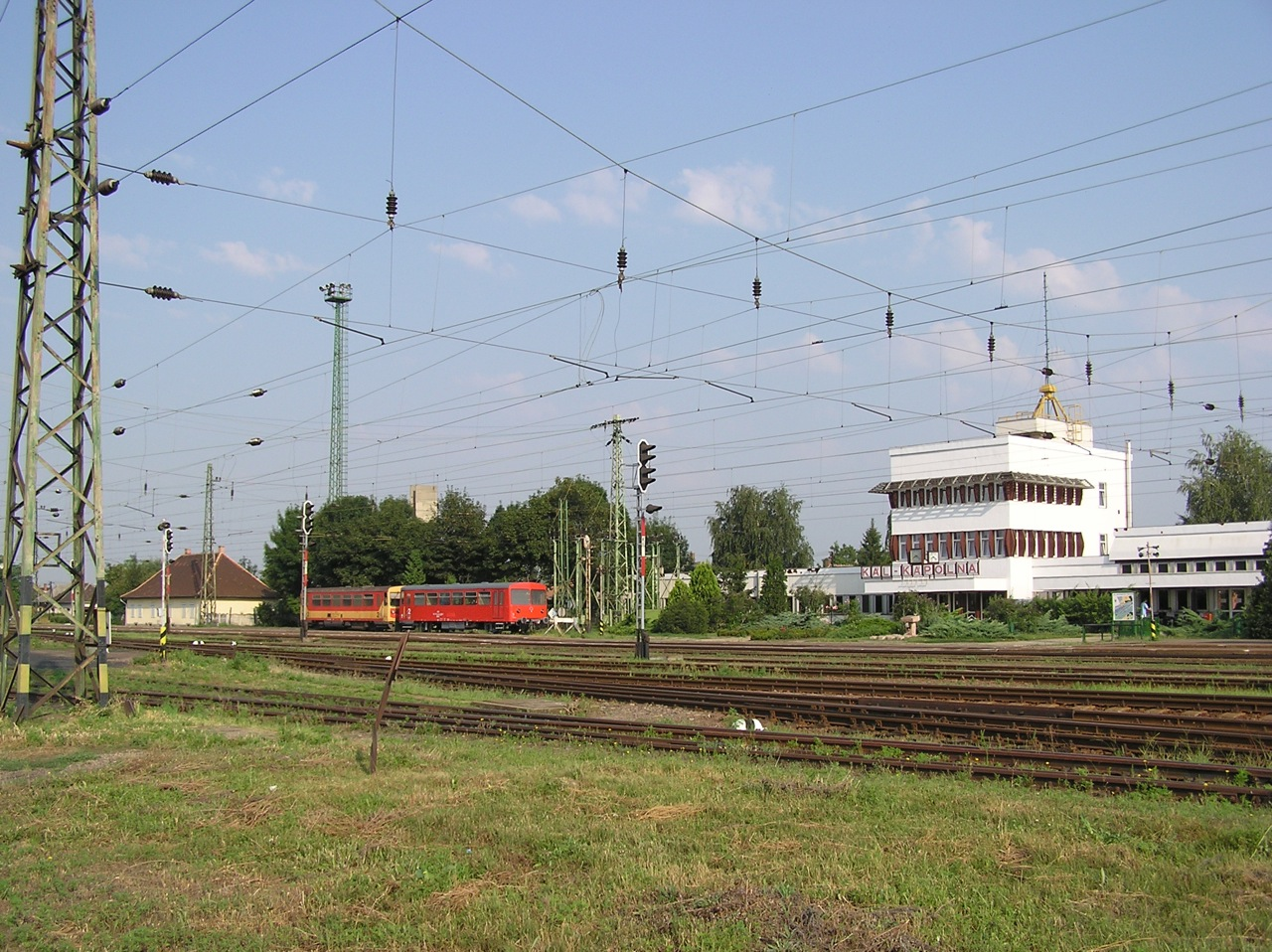
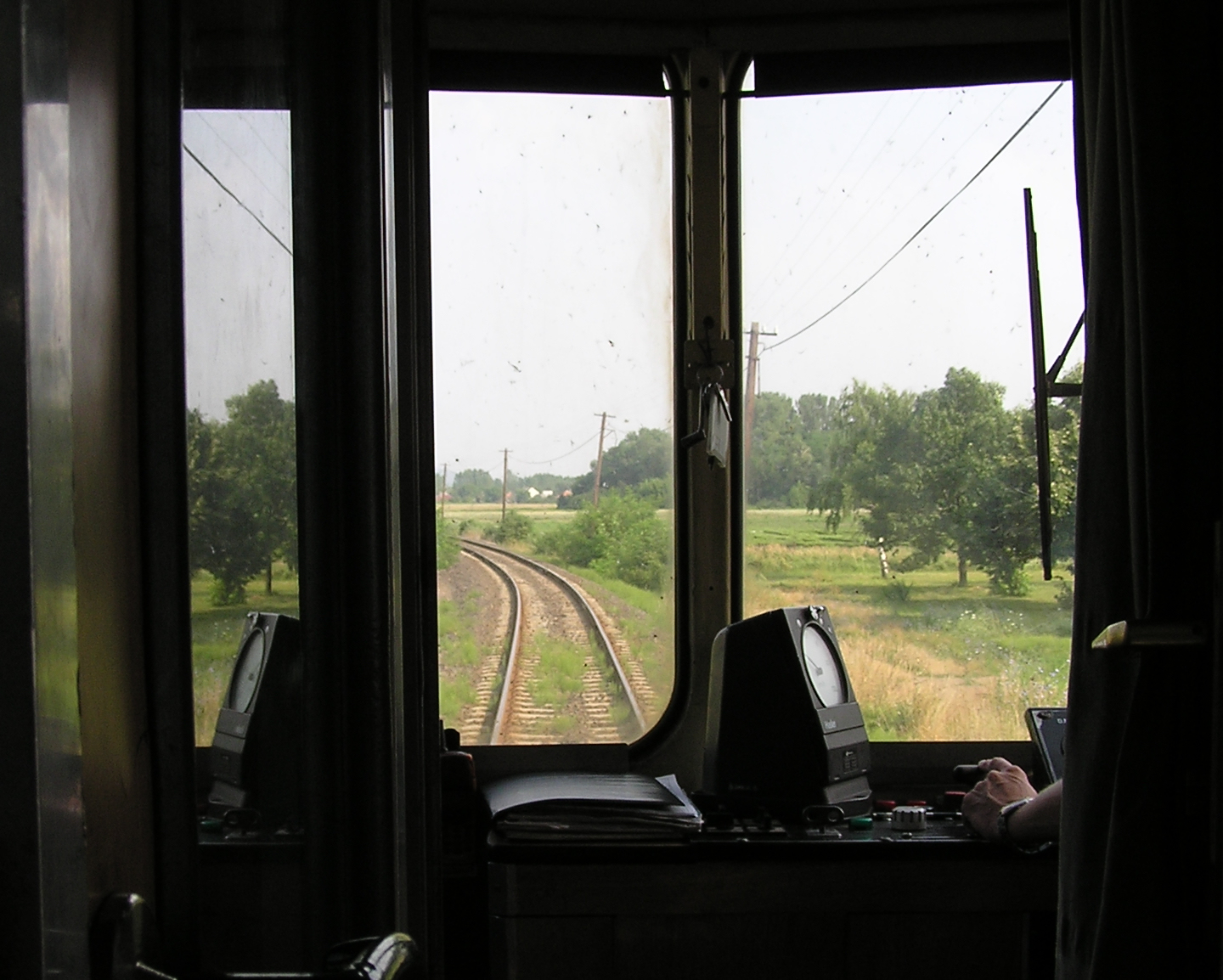
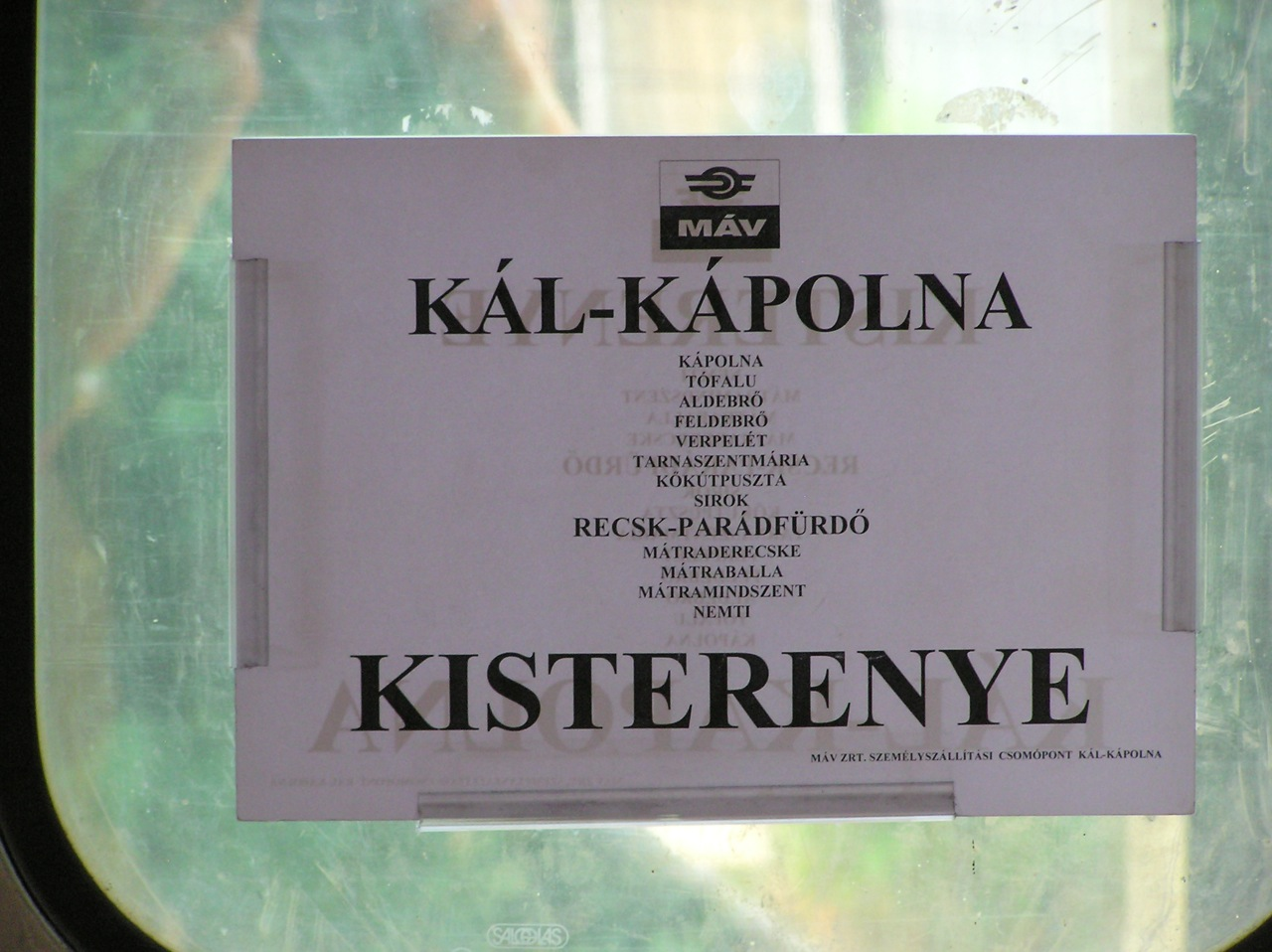
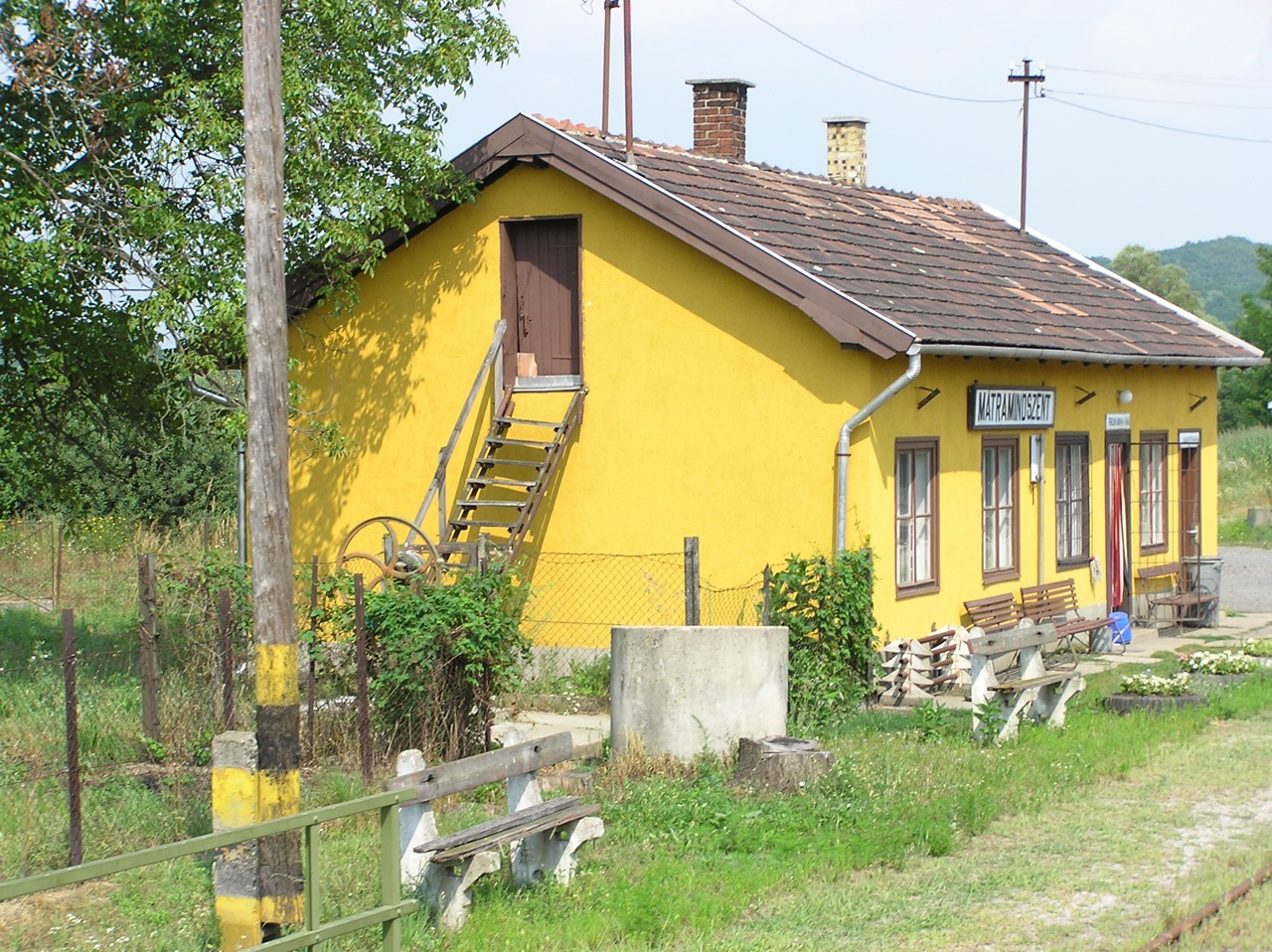
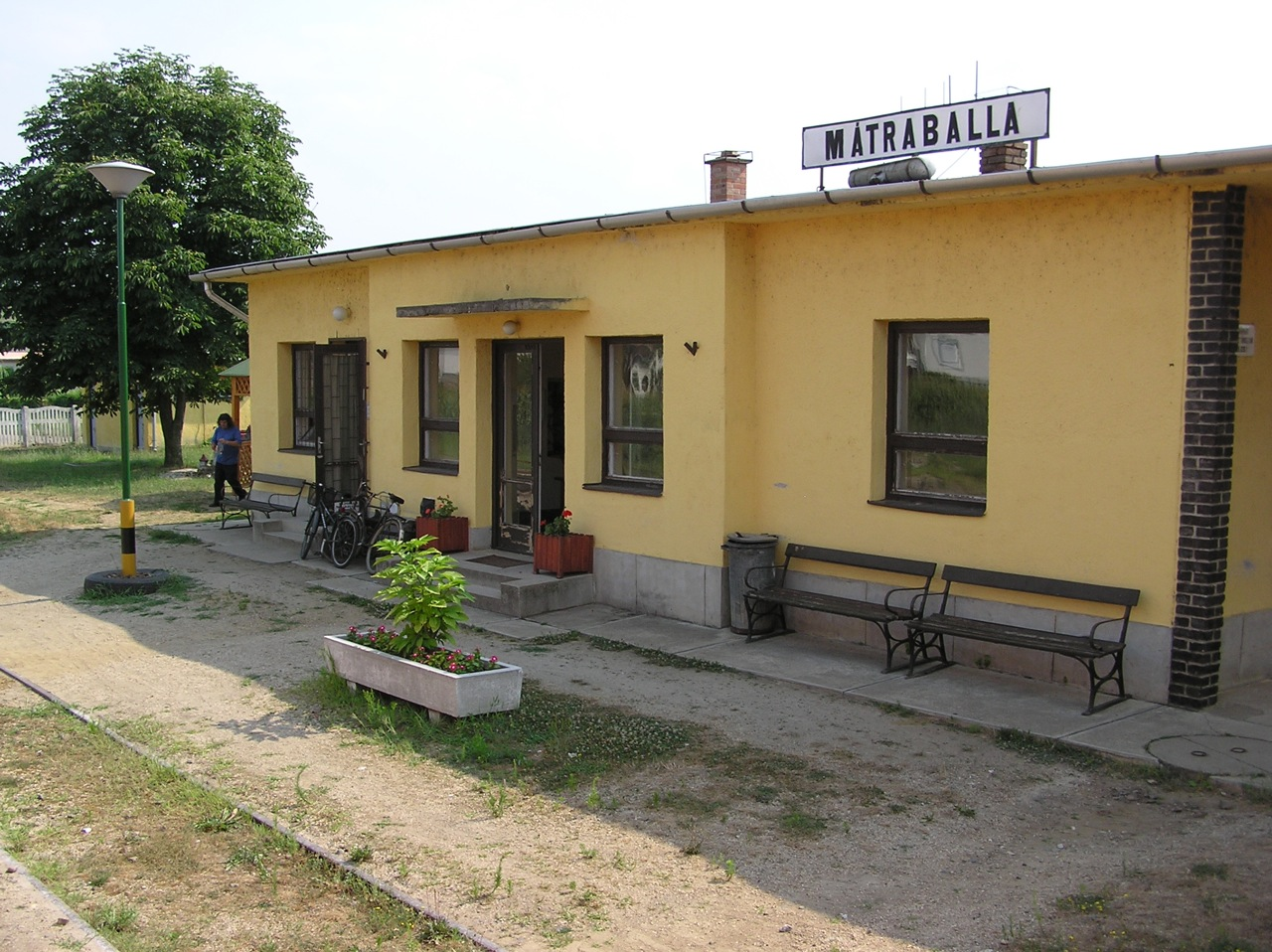
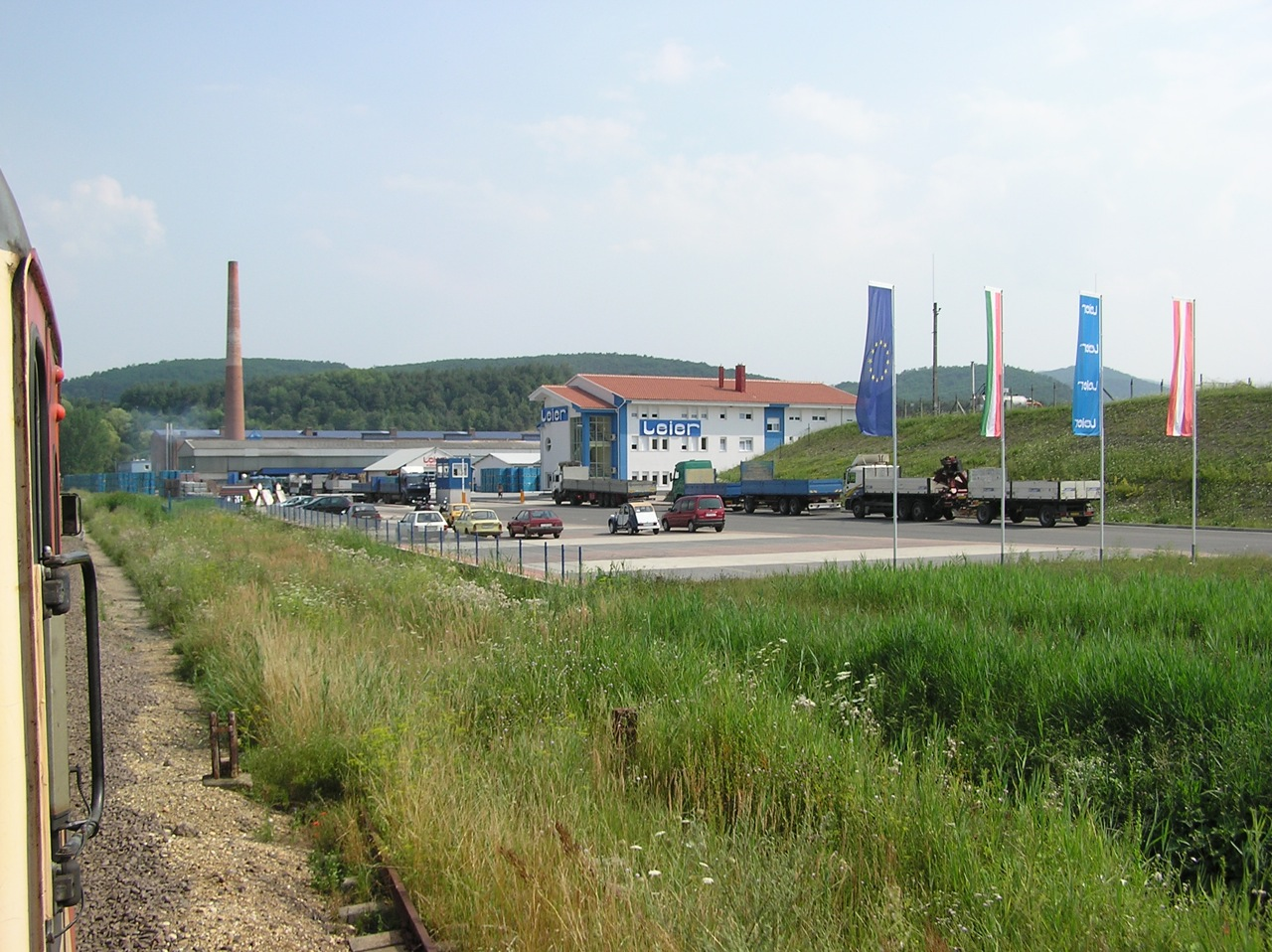
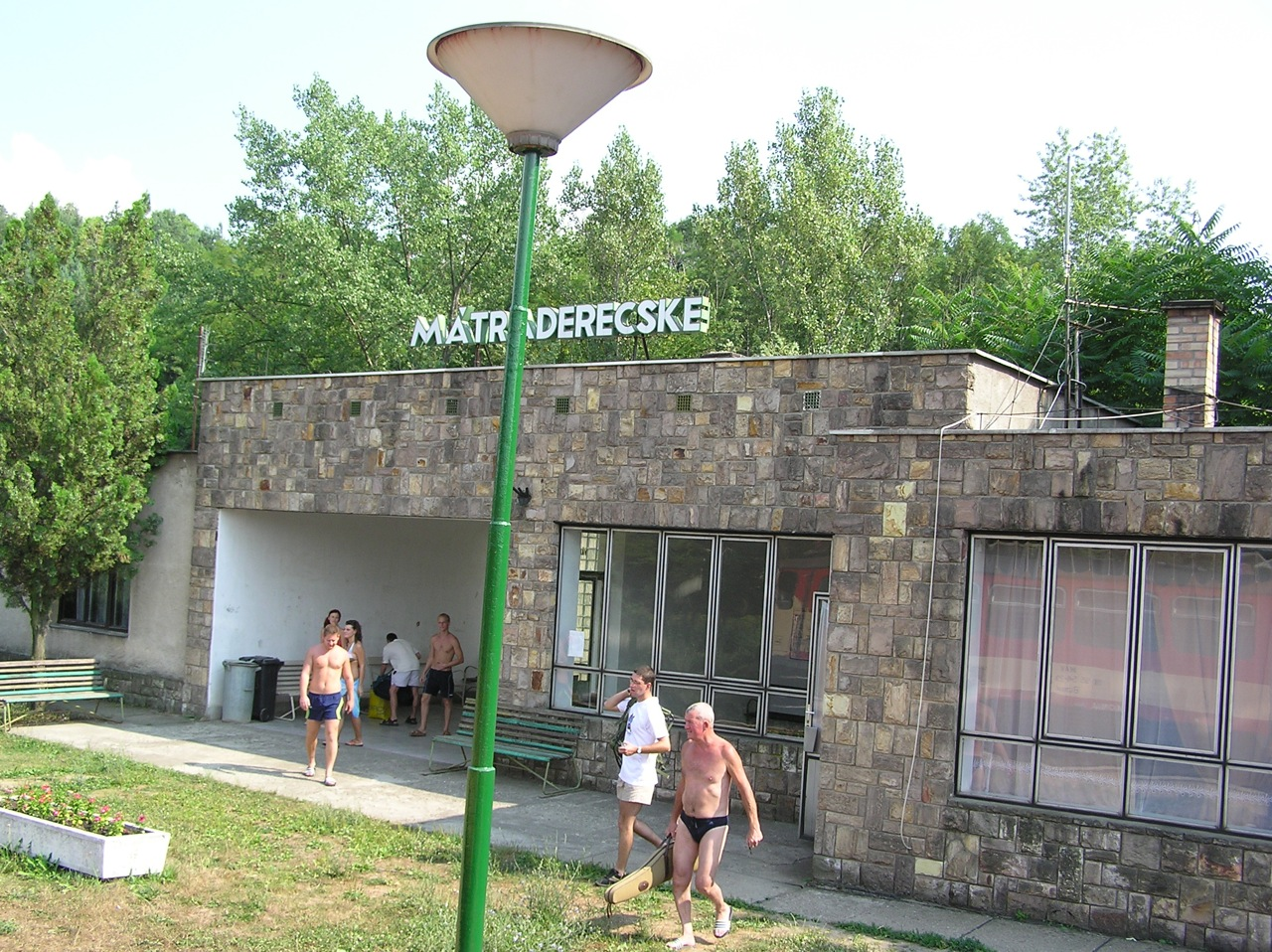
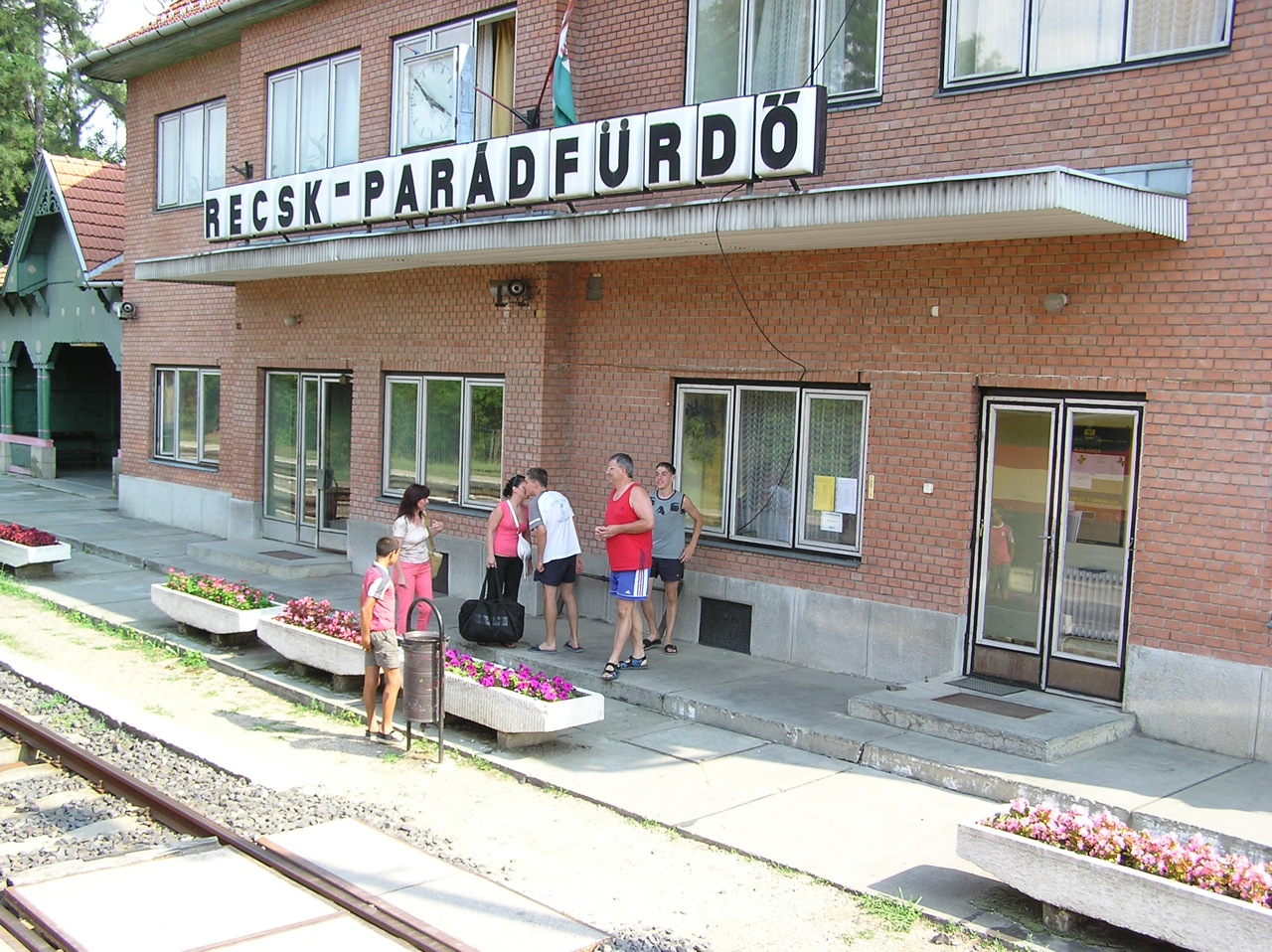
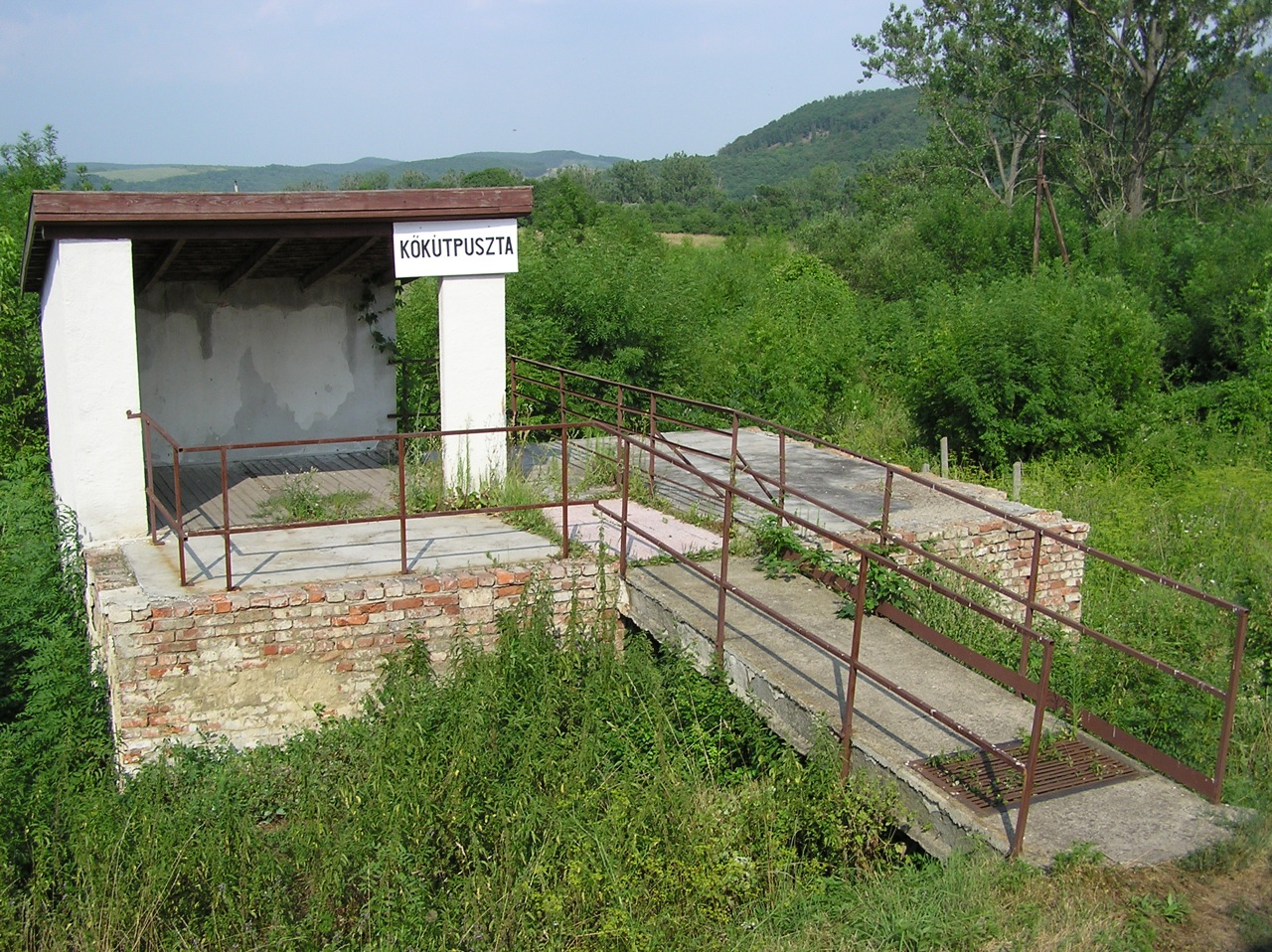
Kőkútpuszta megállóhely
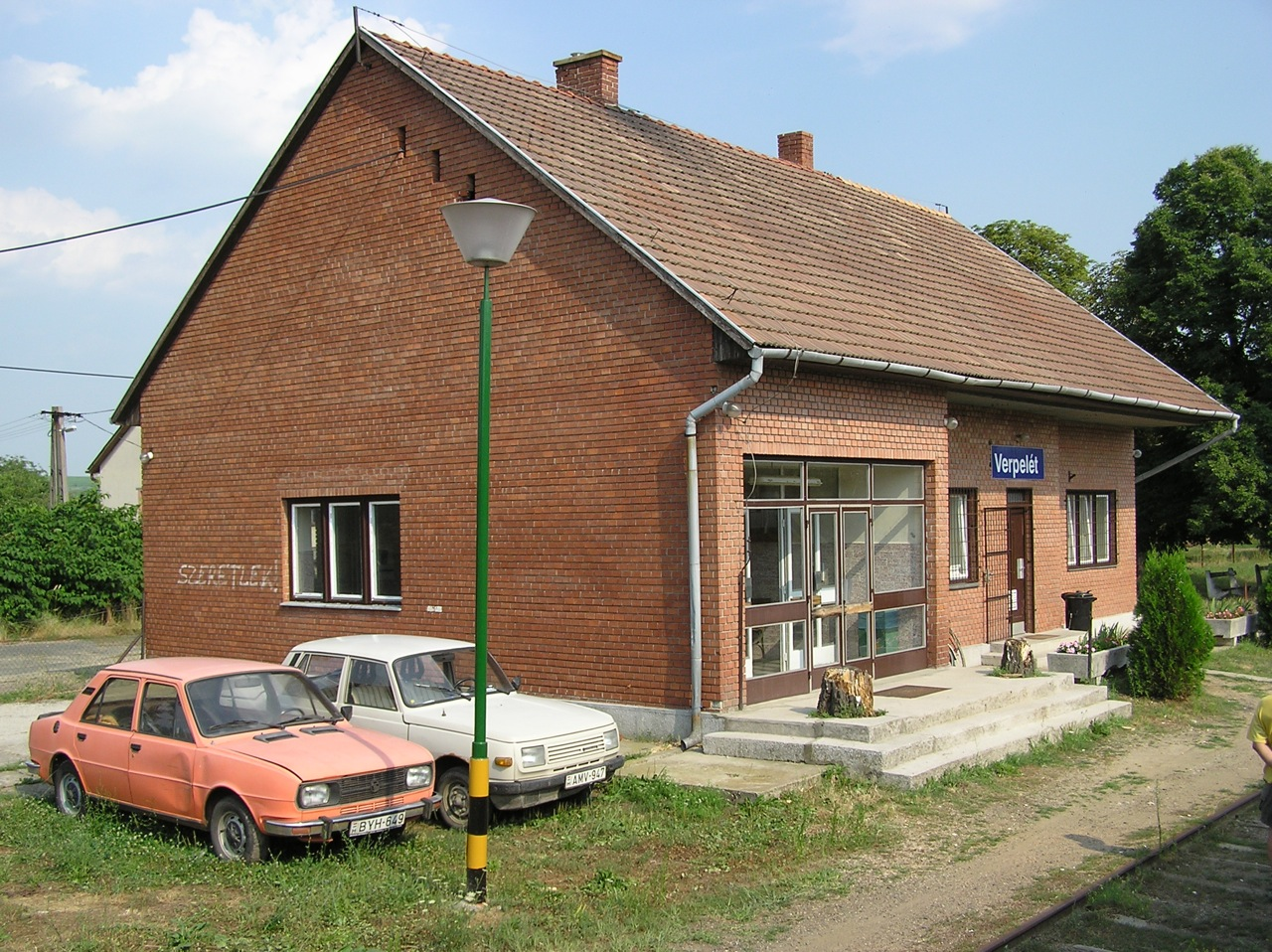
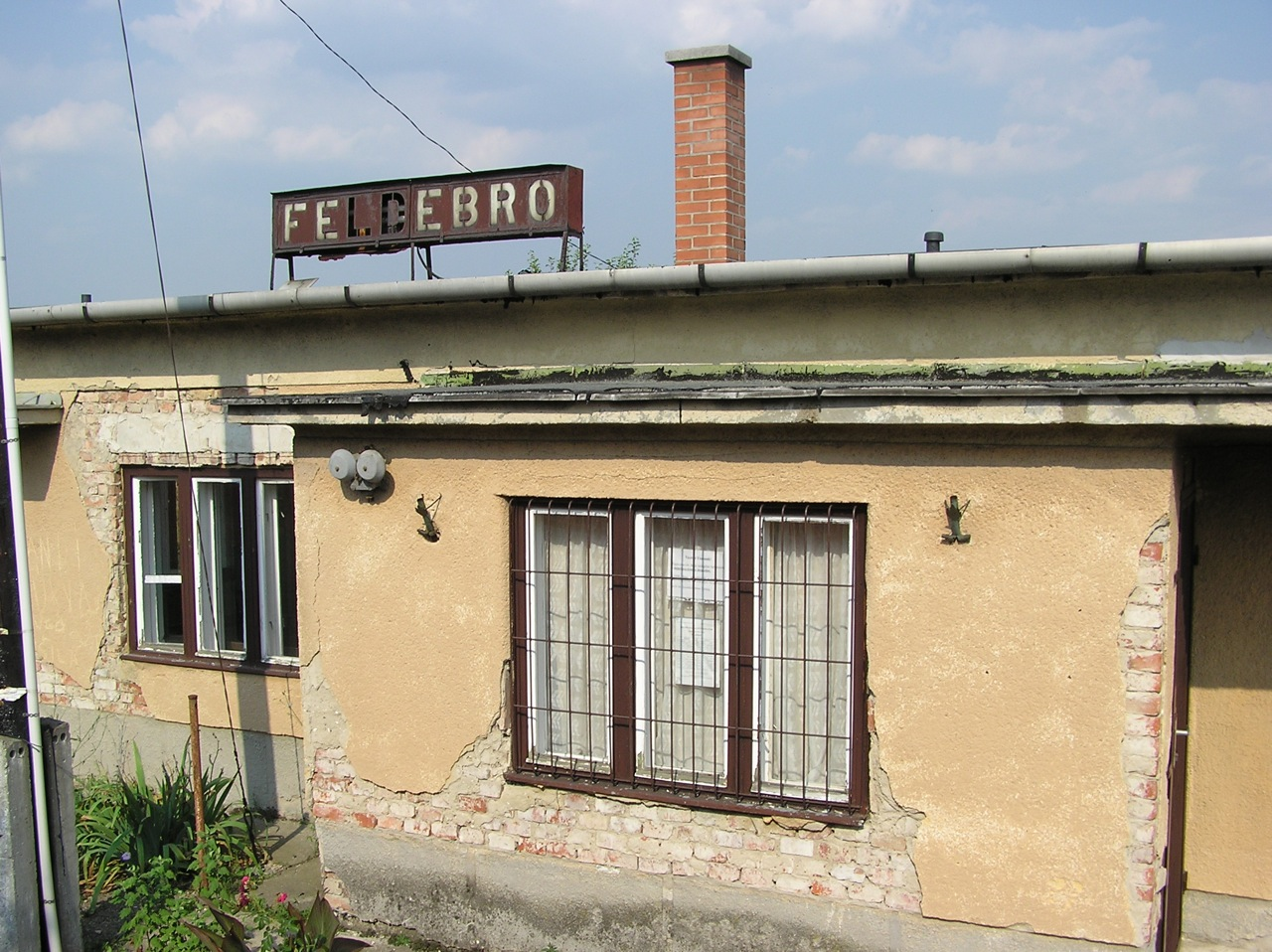
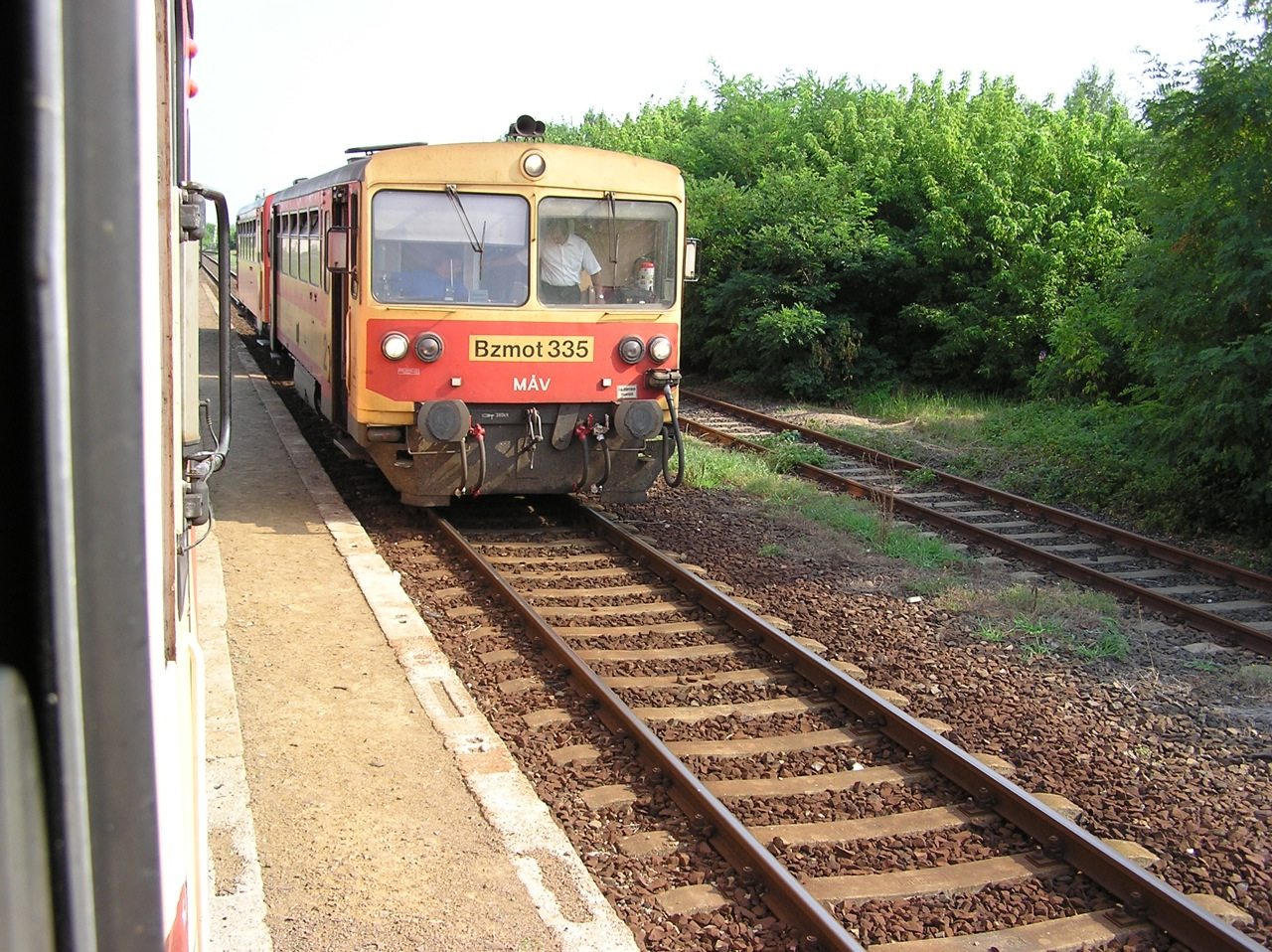
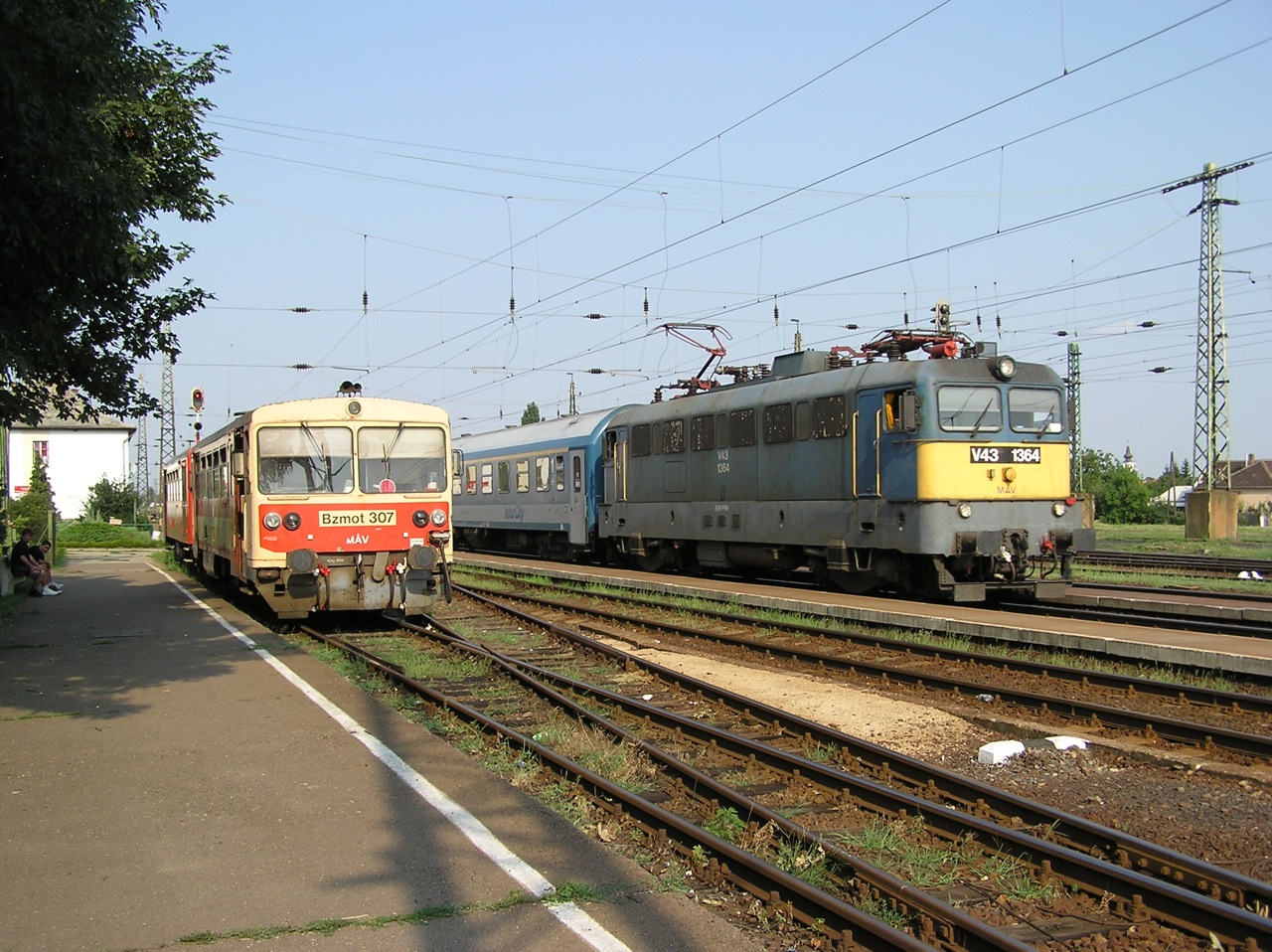
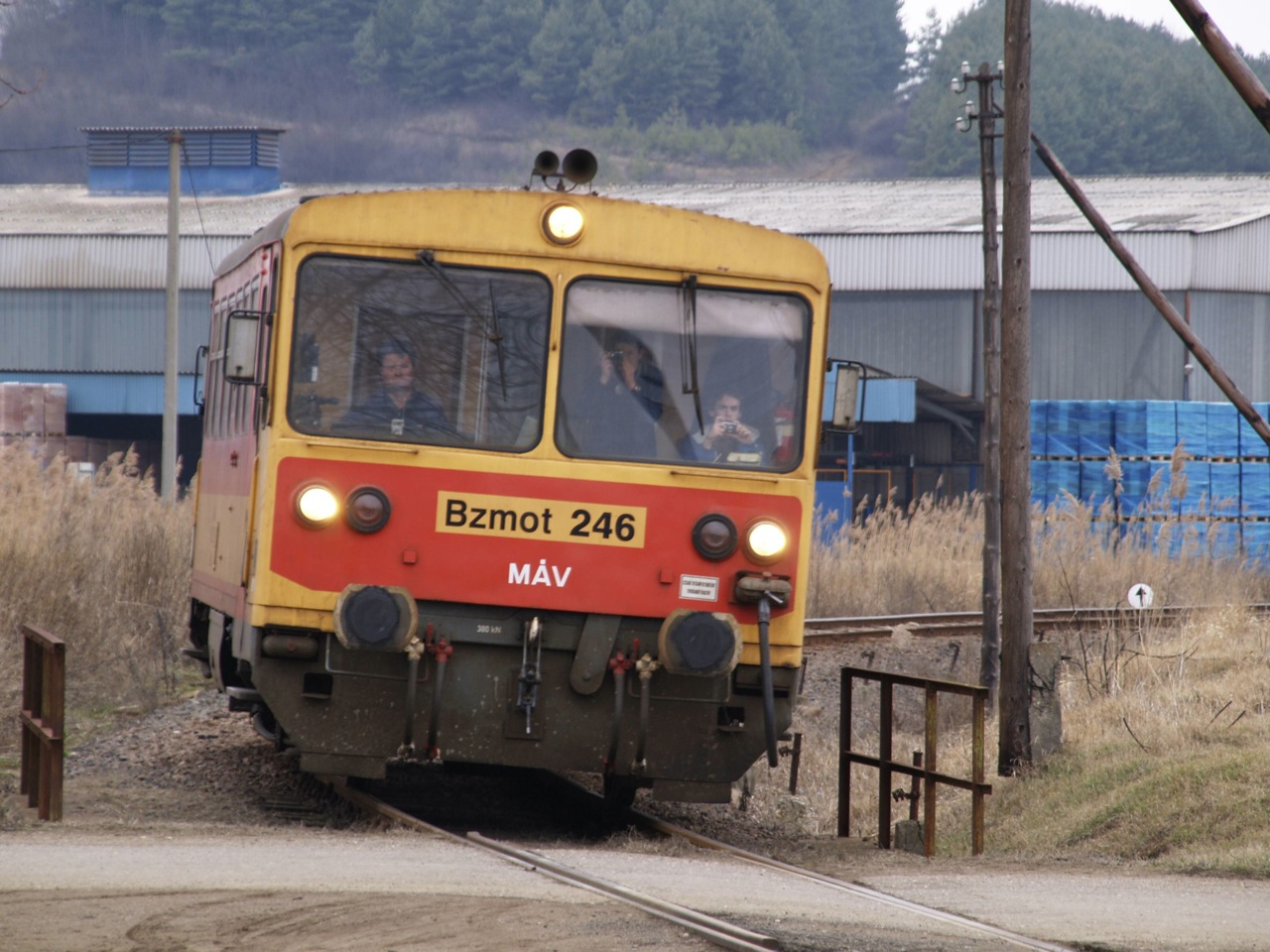
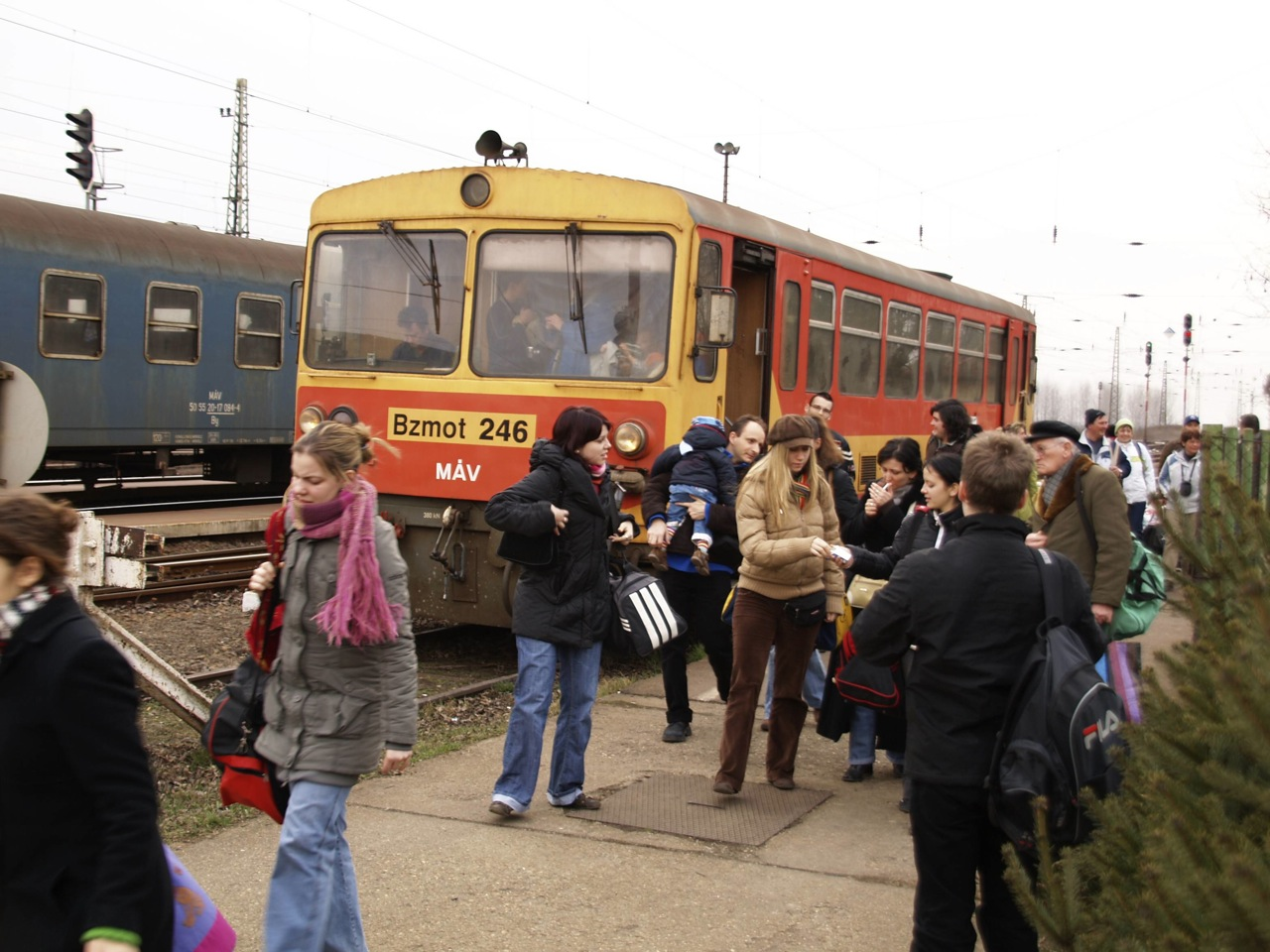
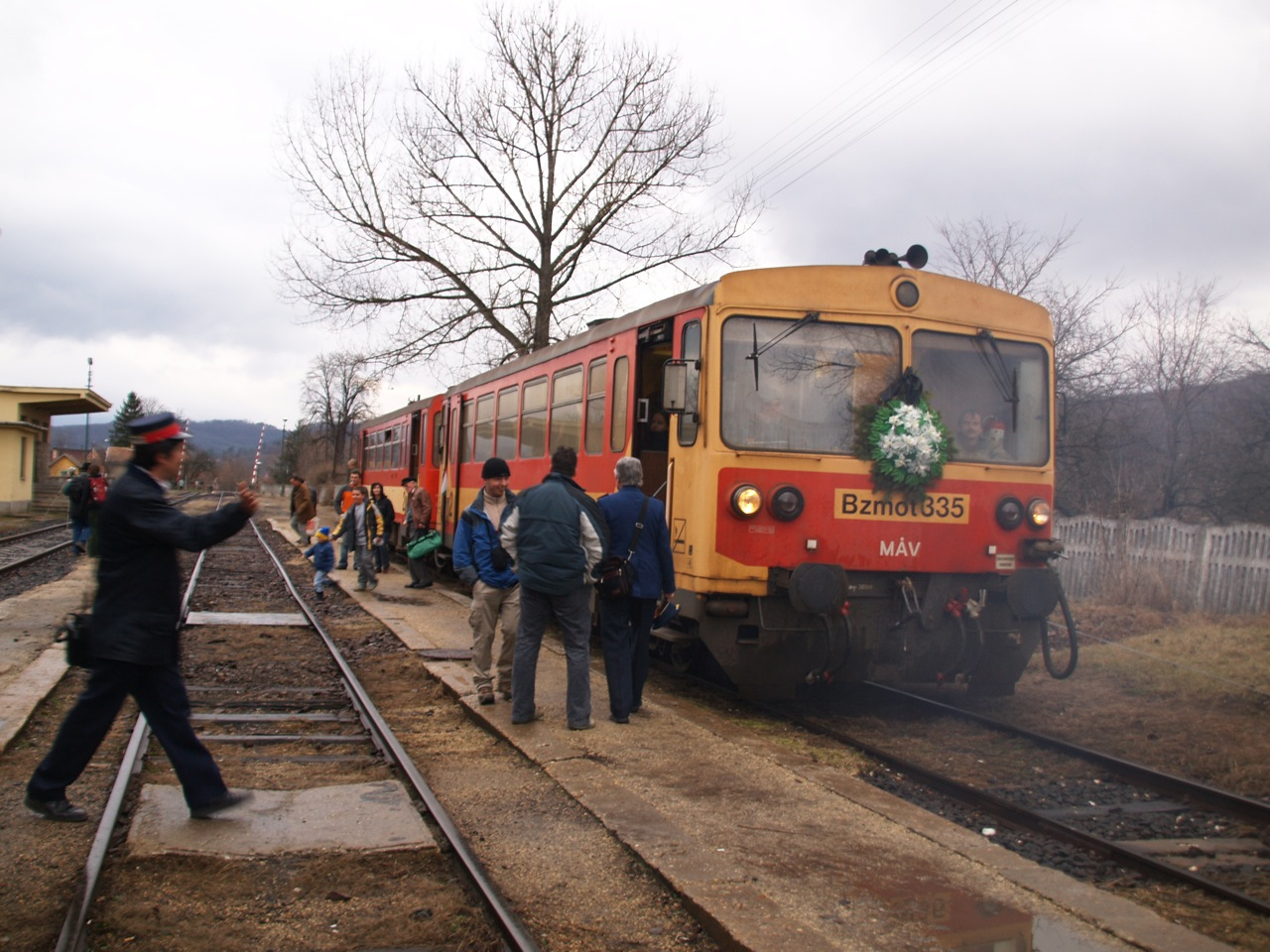
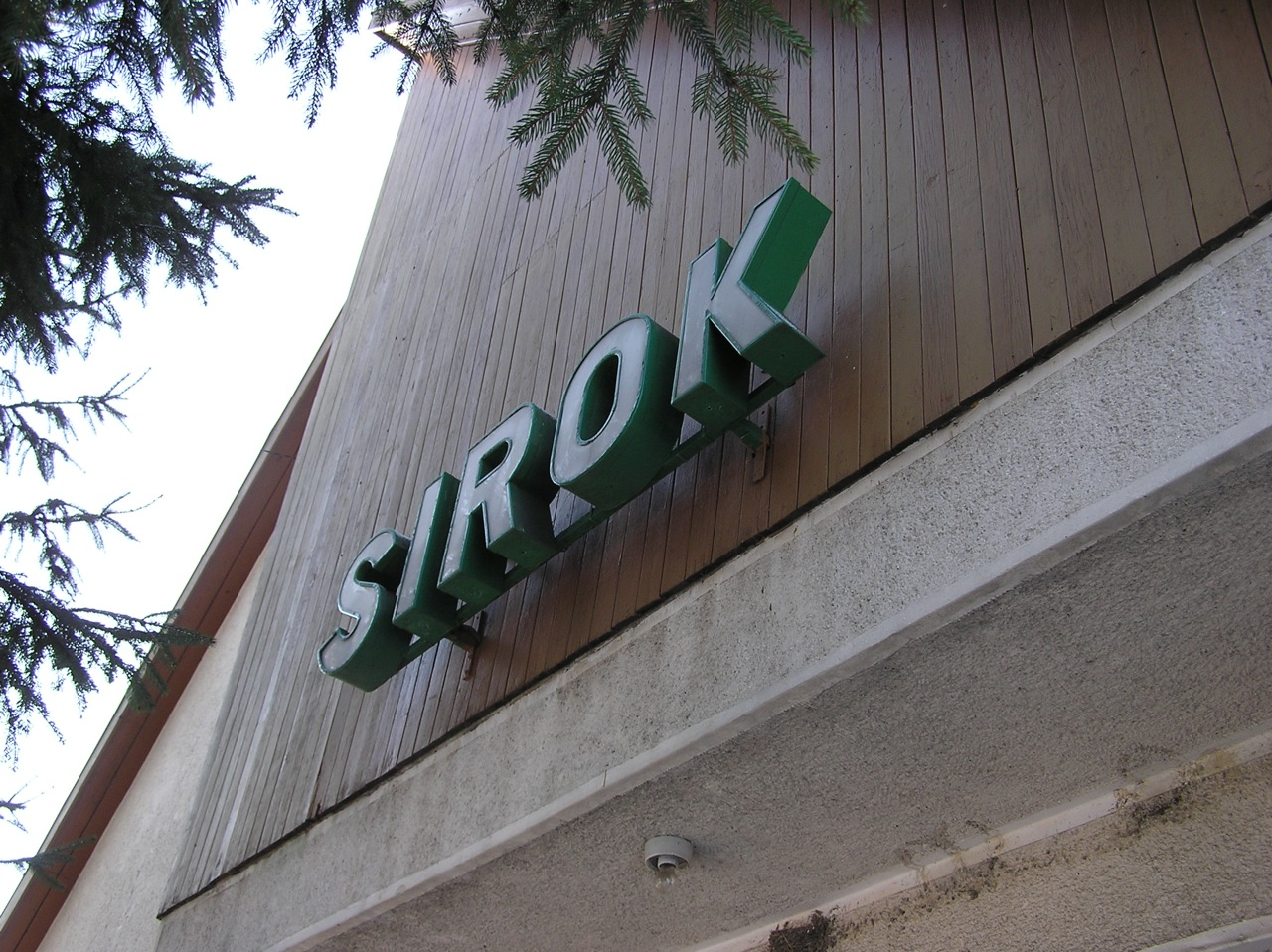
Sirok megállóhely
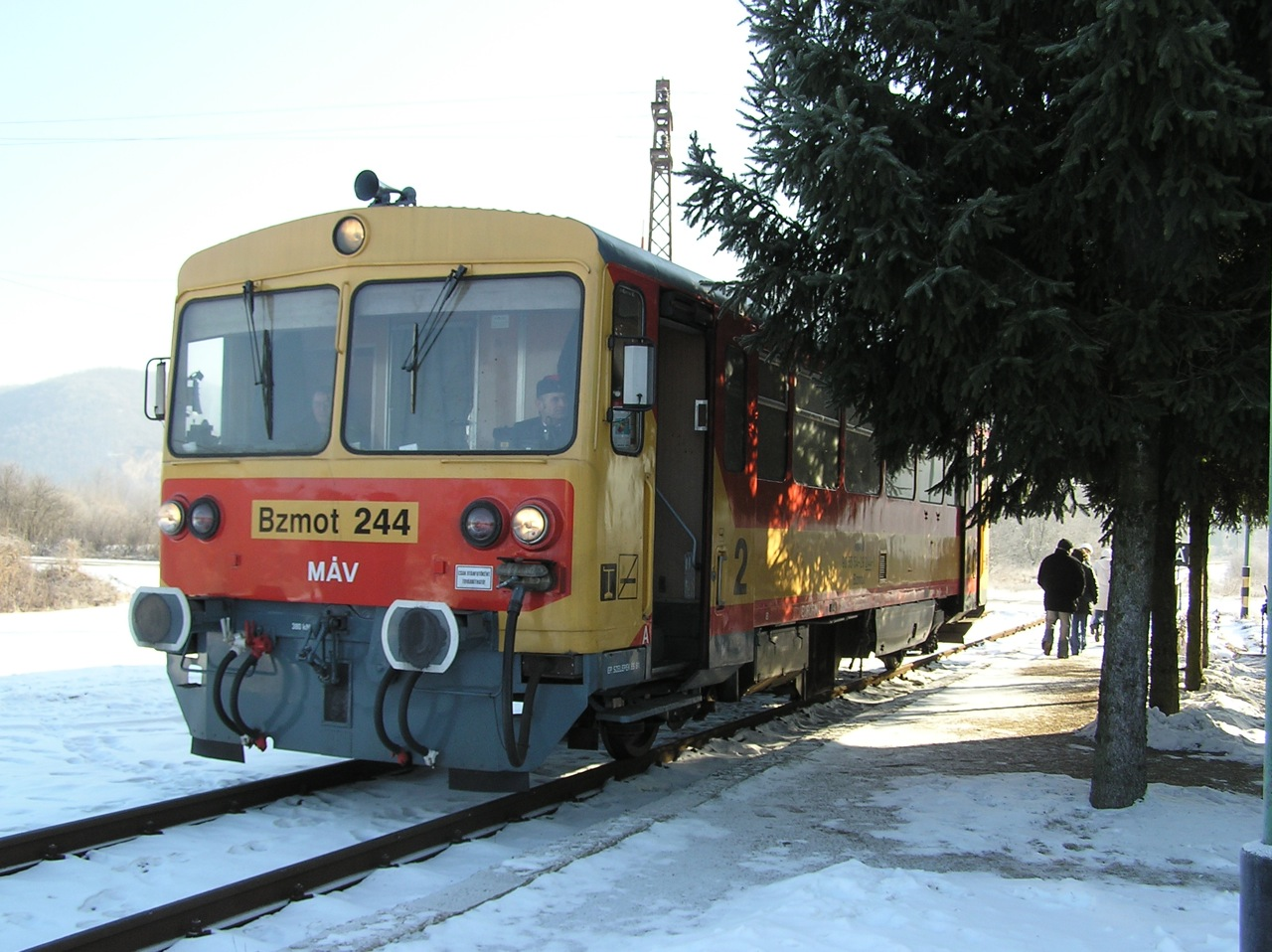
Sirok megállóhely
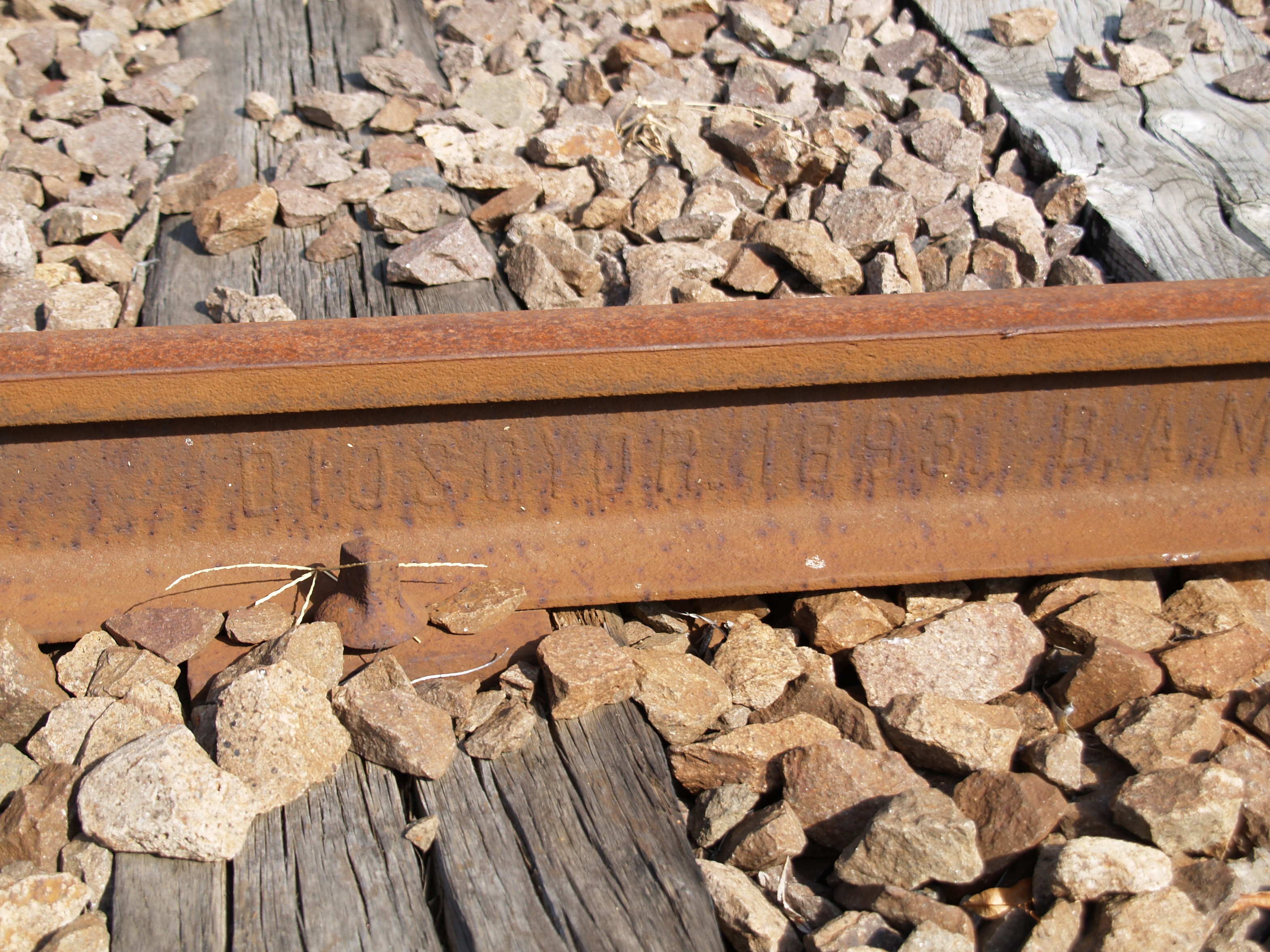
A vasútvonal legrégibb sínszála Verpelét második vágányában 1893-ból...
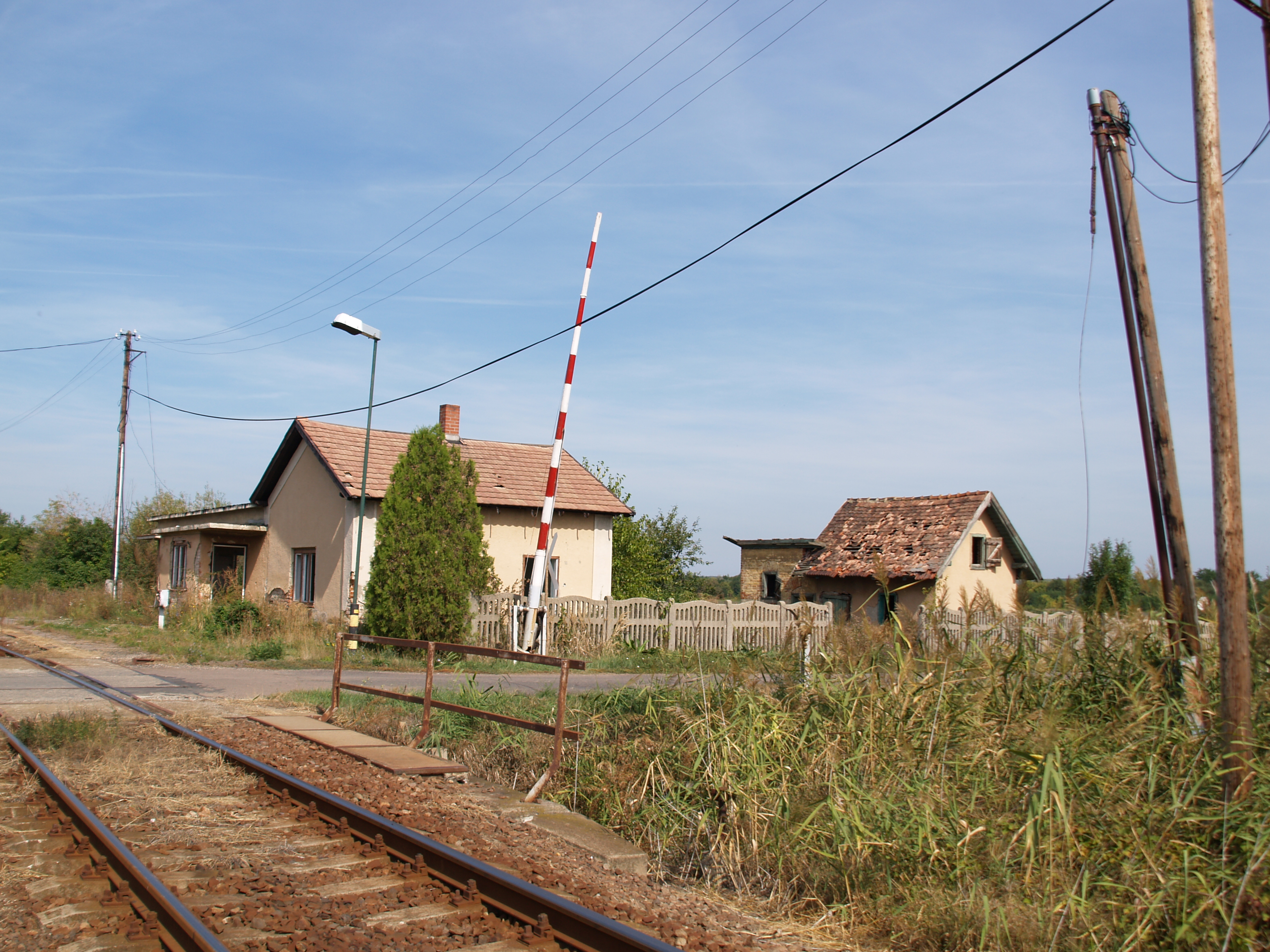
"Ideiglenes üzemszünet"... Állomás épület elbontás előtt Feldebrőn
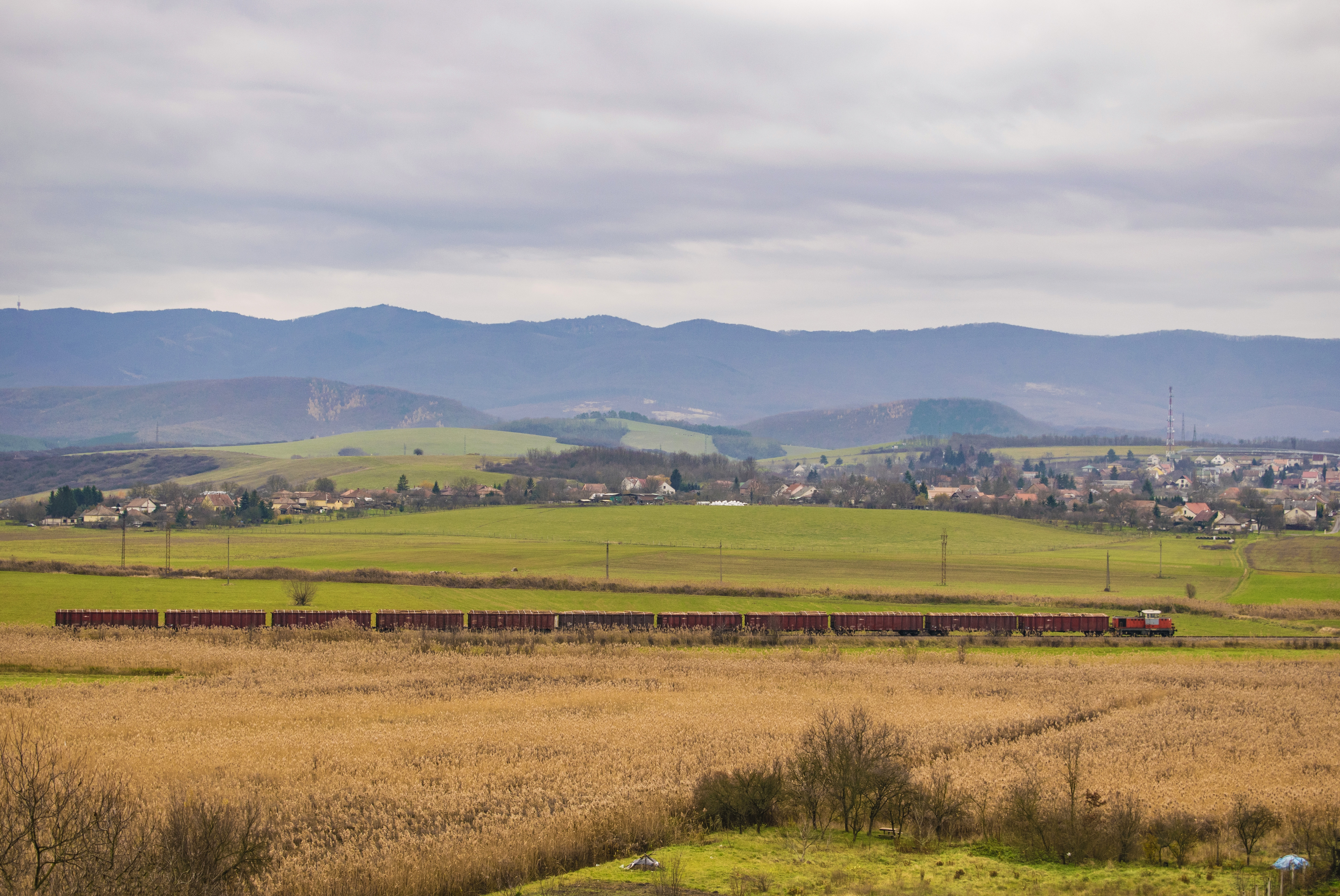
Favonat remotorizált M47-es mozdonnyal, Kisterenye határában 2017-ben.
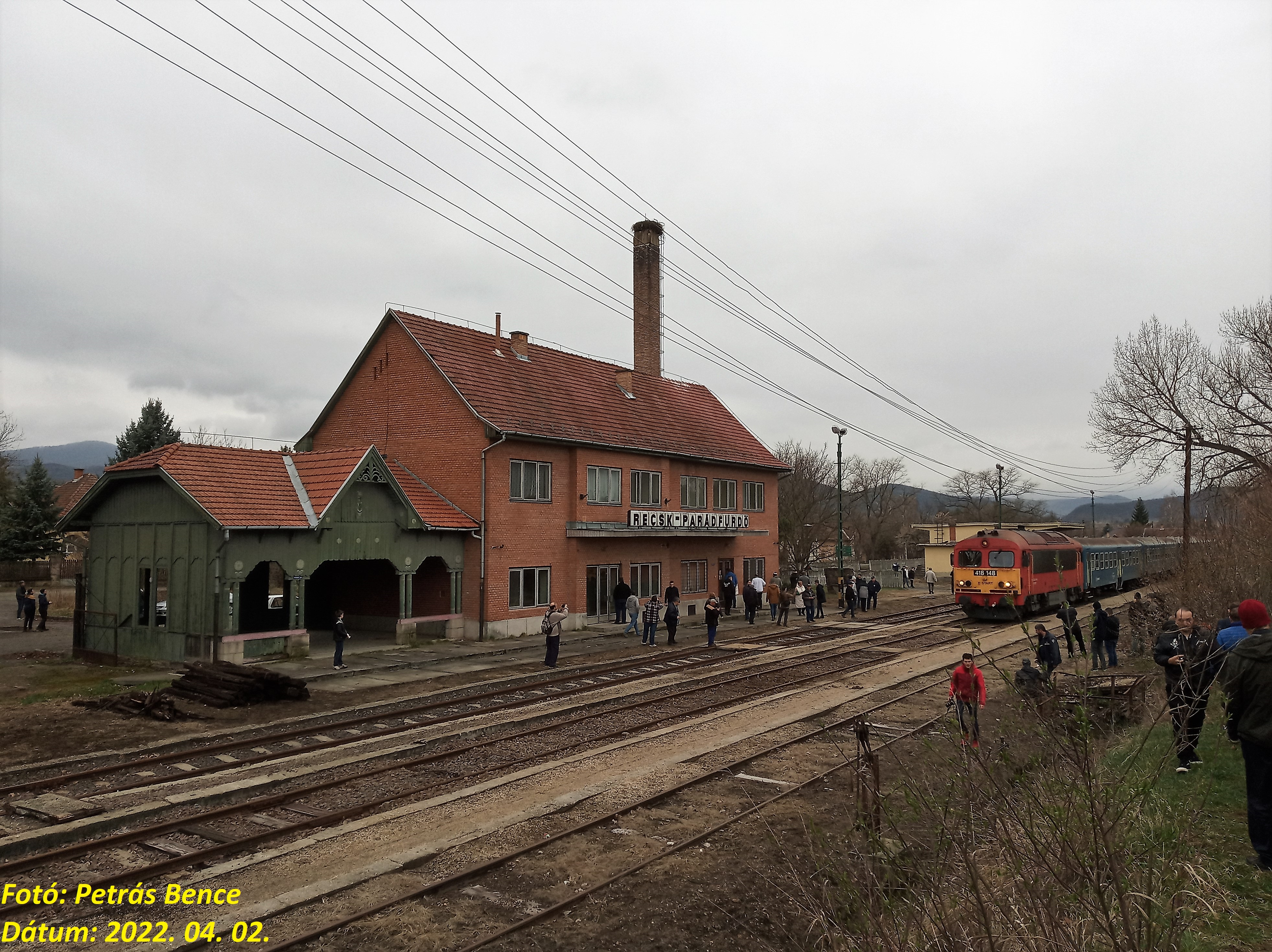
Fotósvonat Recsk-Parádfürdő állomáson a 418 148 (M41 2148) pályaszámú mozdonnyal 2022-ben.
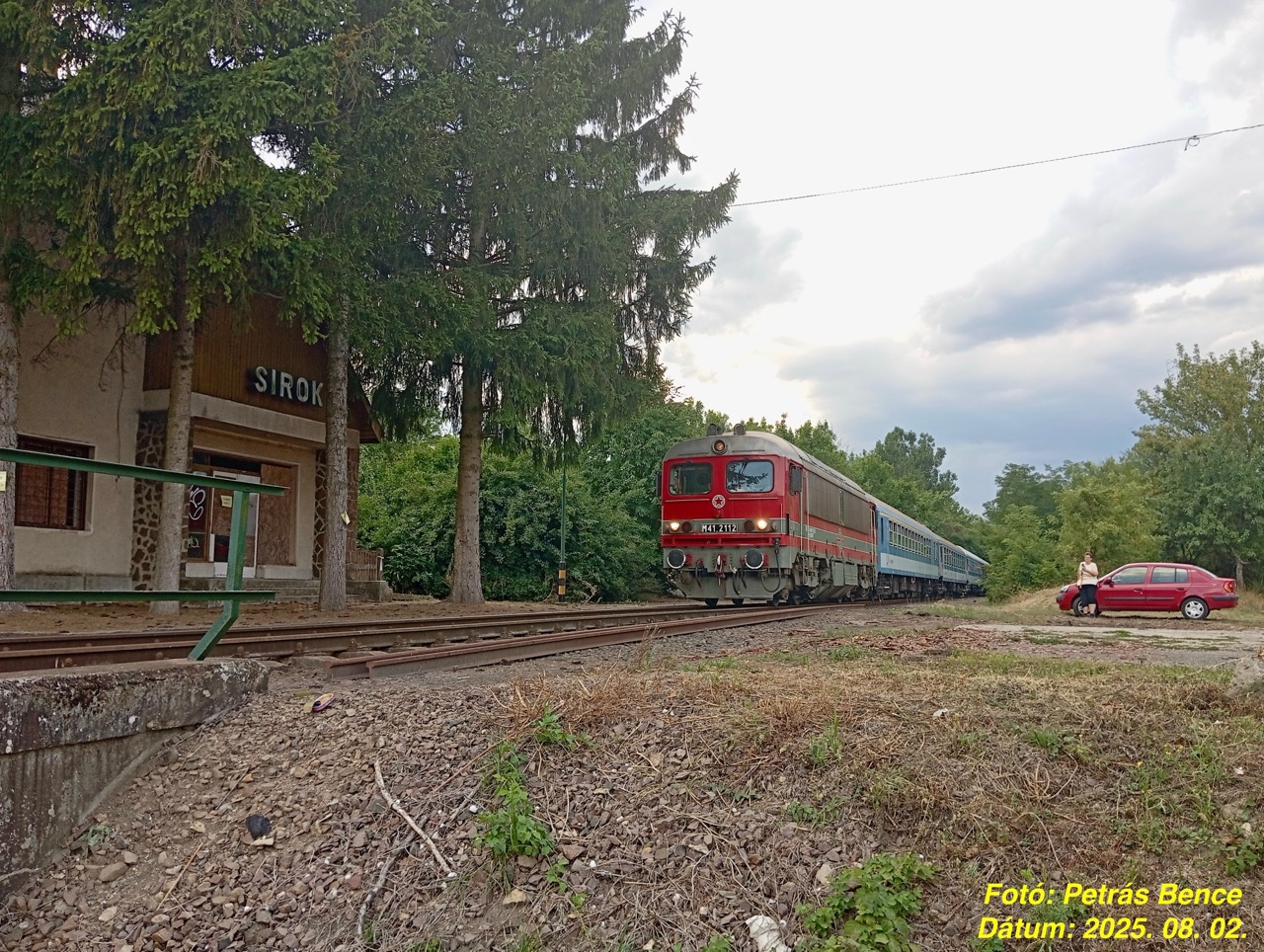
Az M41 2112-es pályaszámú mozdony a Mátra-vidéki Tekergő Expressz nevű különvonattal Sirok megállóhelyen, 2025-ben.